# Gonesse
Gonesse est une commune française située dans le département du Val-d'Oise en région Île-de-France.

## Géographie

### Localisation
À 16 kilomètres au nord-nord-est de Paris, Gonesse se situe de part et d'autre de la vallée du Croult, aux portes de la Plaine de France.
La commune se trouve dans l'aire d'attraction de Paris, dans son unité urbaine et dans son bassin de vie. Elle fait également partie de la zone d'emploi de Roissy.

### Communes limitrophes
Les communes limitrophes sont Bouqueval, Aulnay-sous-Bois, Villiers-le-Bel, Le Blanc-Mesnil, Tremblay-en-France, Villepinte, Arnouville, Bonneuil-en-France, Goussainville, Roissy-en-France, Le Thillay et Vaudherland.
| Bouqueval Villiers-le-Bel | Goussainville, Le Thillay, Vaudherland                                    | Roissy-en-France                                                    |
| Arnouville                | Gonesse                                                                   | Roissy-en-France Tremblay-en-France (Seine-Saint-Denis)             |
| Bonneuil-en-France        | Aulnay-sous-Bois (Seine-Saint-Denis), Le Blanc-Mesnil (Seine-Saint-Denis) | Villepinte (Seine-Saint-Denis) Aulnay-sous-Bois (Seine-Saint-Denis) |

### Relief et géologie
Son territoire légèrement vallonné s'étend, à une altitude moyenne de 60 mètres, sur 20,09 km2. Il mesure, dans ses plus grandes dimensions, 7 kilomètres dans le sens nord-ouest/sud-est et près de 5 kilomètres dans le sens nord-est/sud-ouest.
Partant du fond de la vallée, on rencontre successivement les étages géologiques suivants, participant principalement du cycle sédimentaire bartonien de la période éocène (qui va de -65 à -45 millions d'années environ) :
- Alluvions modernes
- Bartonien inférieur : Auversien (sables d'Auvers et de Beauchamp)
- Bartonien moyen : Marinésien (calcaire de Saint-Ouen)
- Bartonien supérieur : Ludien (marnes à pholadomies, 4e masse du gypse)
- Limon lœssique ou limon des plateaux

Ces éléments ont joué un rôle important dans la prospérité ancienne de la région : 
- le limon des plateaux fournissait des terres agricoles fertiles, propices à la culture des céréales.
- les sables de Beauchamp dont les nappes aquifères sont à l'origine de nombreuses sources apparues au contact des marnes et caillasses, au flanc des pentes descendant vers la rivière le Croult.

Cette abondance d'eau a permis le développement, en fond de vallée, de cultures maraîchères, notamment de cressonnières. La plupart de ces sources sont désormais taries, d'autres ont simplement disparu. Quant aux marnes, elles ont de longue date été utilisées pour l'amendement des terres de culture.
Au cours des quatre dernières décennies du XXe siècle s'est ajouté, à cette stratigraphie géologique, une couche supplémentaire composée des détritus résultant de l'industrie humaine toujours plus abondamment productrice de déchets de toute nature. Ces accumulations récentes sont si importantes qu'elles ont d'ores et déjà très sensiblement remodelé le paysage environnant (niveau de l'anthropocène). L'aménagement en cours de ces dépôts devrait, à échéance, malgré tout éviter la dénaturation du paysage[réf. nécessaire].

### Hydrographie

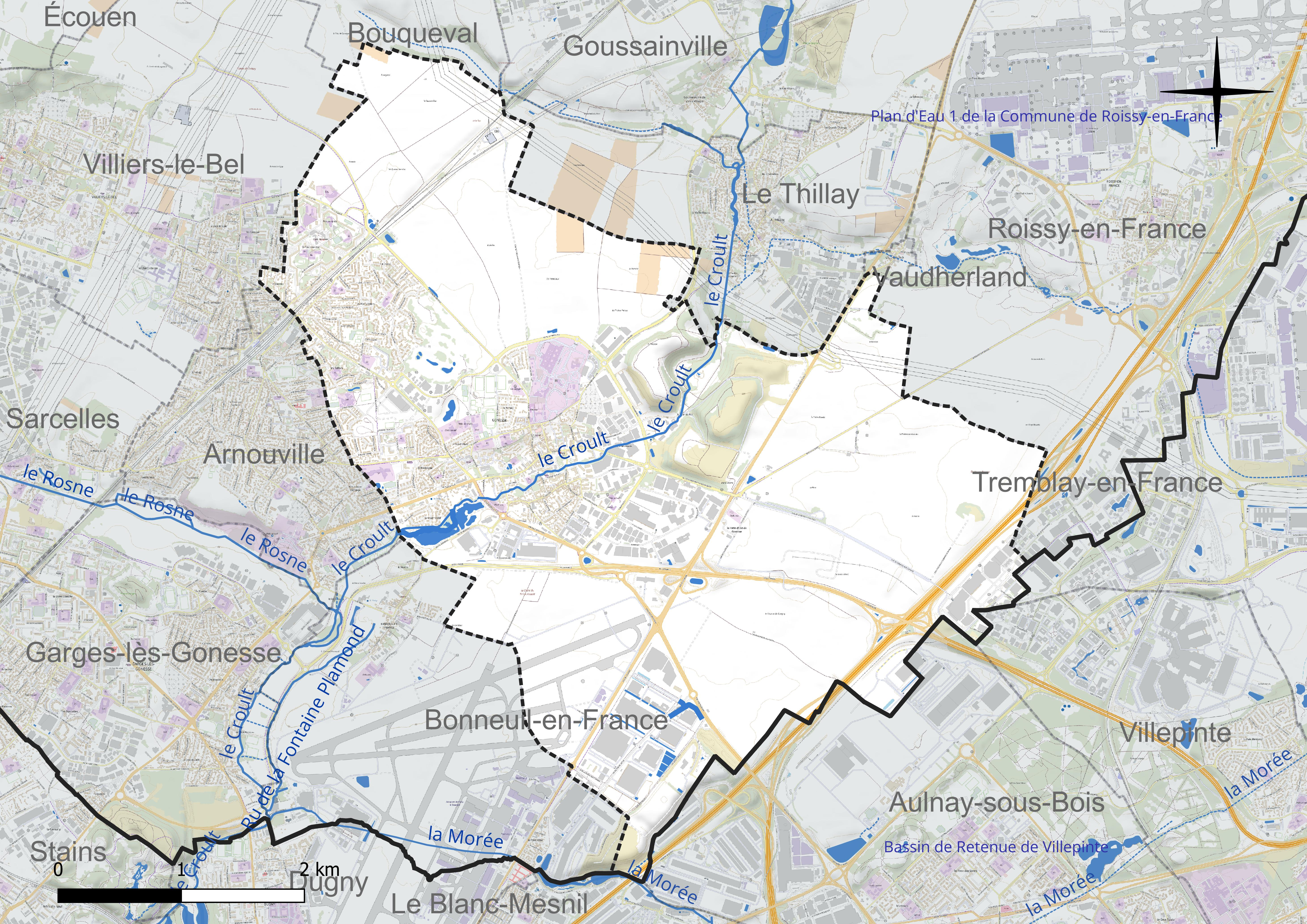
Carte hydrographique de la commune.

La petite rivière Croult (ou Crould pour l'IGN) traverse la commune du nord-est vers le sud-ouest sur 3,4 km.
Son lit canalisé et bétonné depuis plus de cinquante ans sur toute la traversée de la ville a retrouvé son lit d'origine fin 2018.

### Climat
En 2010, le climat de la commune est de type climat océanique dégradé des plaines du Centre et du Nord, selon une étude du CNRS s'appuyant sur une série de données couvrant la période 1971-2000. En 2020, Météo-France publie une typologie des climats de la France métropolitaine dans laquelle la commune est exposée à un climat océanique altéré et est dans la région climatique Sud-ouest du bassin Parisien, caractérisée par une faible pluviométrie, notamment au printemps (120 à 150 mm) et un hiver froid (3,5 °C).
Pour la période 1971-2000, la température annuelle moyenne est de 11,7 °C, avec une amplitude thermique annuelle de 14,8 °C. Le cumul annuel moyen de précipitations est de 669 mm, avec 10,3 jours de précipitations en janvier et 7,8 jours en juillet. Pour la période 1991-2020, la température moyenne annuelle observée sur la station météorologique la plus proche, située sur la commune de Bonneuil-en-France à 2 km à vol d'oiseau, est de 12,1 °C et le cumul annuel moyen de précipitations est de 616,3 mm,. Pour l'avenir, les paramètres climatiques de la commune estimés pour 2050 selon différents scénarios d'émission de gaz à effet de serre sont consultables sur un site dédié publié par Météo-France en novembre 2022.
| Mois                                  | jan.             | fév.             | mars            | avril           | mai             | juin           | jui.           | août           | sep.           | oct.            | nov.            | déc.             | année      |
| ------------------------------------- | ---------------- | ---------------- | --------------- | --------------- | --------------- | -------------- | -------------- | -------------- | -------------- | --------------- | --------------- | ---------------- | ---------- |
| Température minimale moyenne (°C)     | 2,3              | 2,1              | 4,2             | 6,3             | 9,8             | 13             | 14,9           | 14,6           | 11,5           | 8,8             | 5,2             | 2,8              | 8          |
| Température moyenne (°C)              | 4,9              | 5,4              | 8,4             | 11,2            | 14,7            | 18             | 20,2           | 20             | 16,5           | 12,7            | 8,1             | 5,4              | 12,1       |
| Température maximale moyenne (°C)     | 7,5              | 8,7              | 12,6            | 16,1            | 19,6            | 23             | 25,5           | 25,4           | 21,5           | 16,5            | 11,1            | 7,9              | 16,3       |
| Record de froid (°C) date du record   | −18,2 17.01.1985 | −16,8 14.02.1956 | −9,6 07.03.1971 | −3,7 01.04.1931 | −1,6 06.05.1957 | 0,9 13.06.1935 | 3,5 09.07.1929 | 1,9 01.08.1923 | 0,1 24.09.1931 | −5,6 30.10.1985 | −9,5 28.11.1921 | −15,1 16.12.1925 | −18,2 1985 |
| Record de chaleur (°C) date du record | 16,1 27.01.03    | 20,8 28.02.1960  | 25,5 31.03.21   | 31,9 18.04.1949 | 35 24.05.1922   | 36,9 27.06.11  | 42,1 25.07.19  | 40,2 12.08.03  | 35,3 09.09.23  | 29,4 04.10.1921 | 21,3 08.11.15   | 17,2 16.12.1989  | 42,1 2019  |
| Ensoleillement (h)                    | 574              | 737              | 1 293           | 171             | 1 894           | 203            | 2 132          | 2 064          | 1 616          | 1 113           | 637             | 543              | 16 342     |
| Précipitations (mm)                   | 46,8             | 41,1             | 43,9            | 43,1            | 60,5            | 53,8           | 56,3           | 52,5           | 44,6           | 56,7            | 53,6            | 63,4             | 616,3      |

## Urbanisme

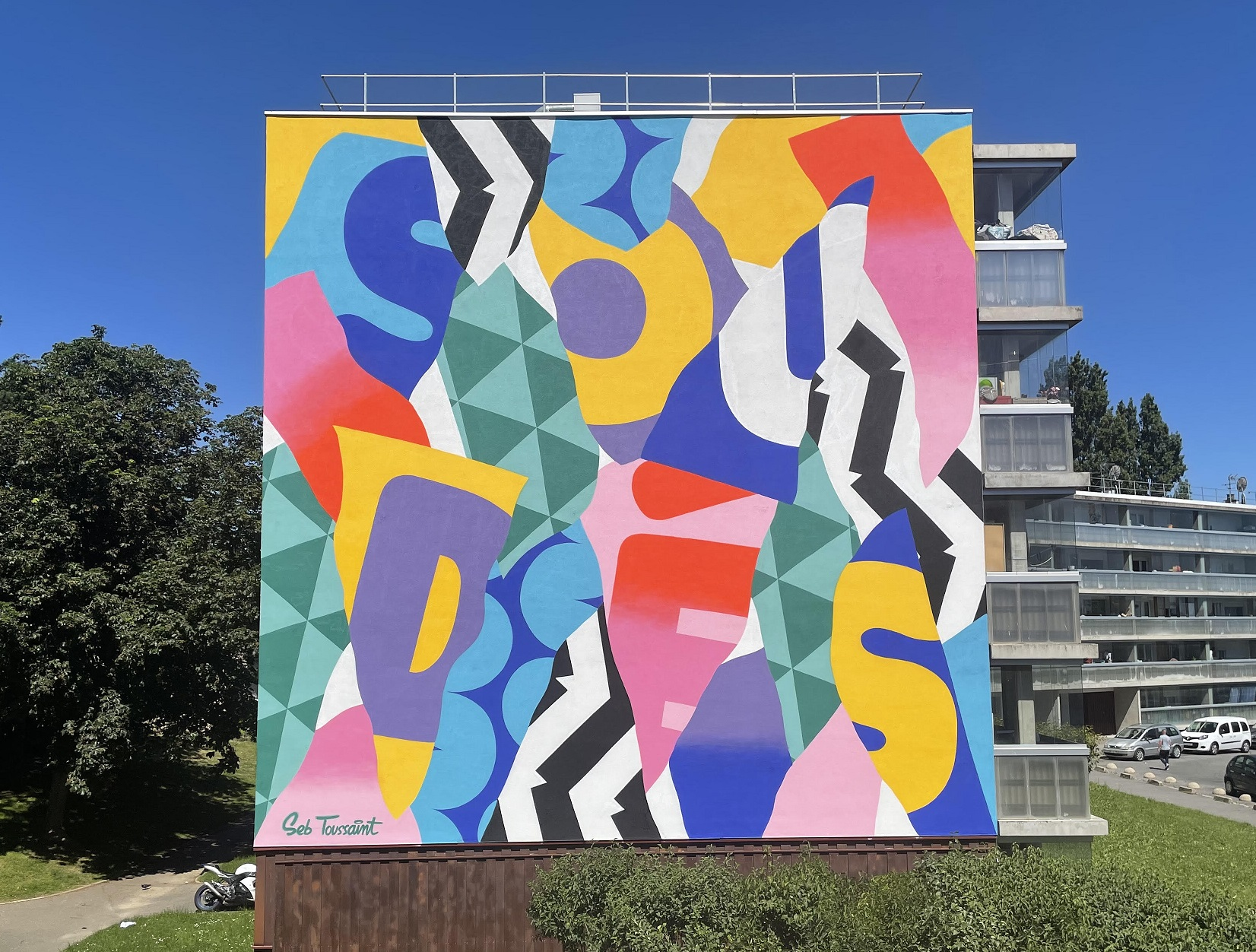
Fresque de Seb Toussaint dans le quartier de La Fauconnière.

### Typologie
Au 1er janvier 2024, Gonesse est catégorisée grand centre urbain, selon la nouvelle grille communale de densité à sept niveaux définie par l'Insee en 2022.
Elle appartient à l'unité urbaine de Paris, une agglomération inter-départementale regroupant 407  communes, dont elle est une commune de la banlieue,,.
Par ailleurs la commune fait partie de l'aire d'attraction de Paris, dont elle est une commune du pôle principal,. Cette aire regroupe 1 929 communes,.

### Occupation des sols

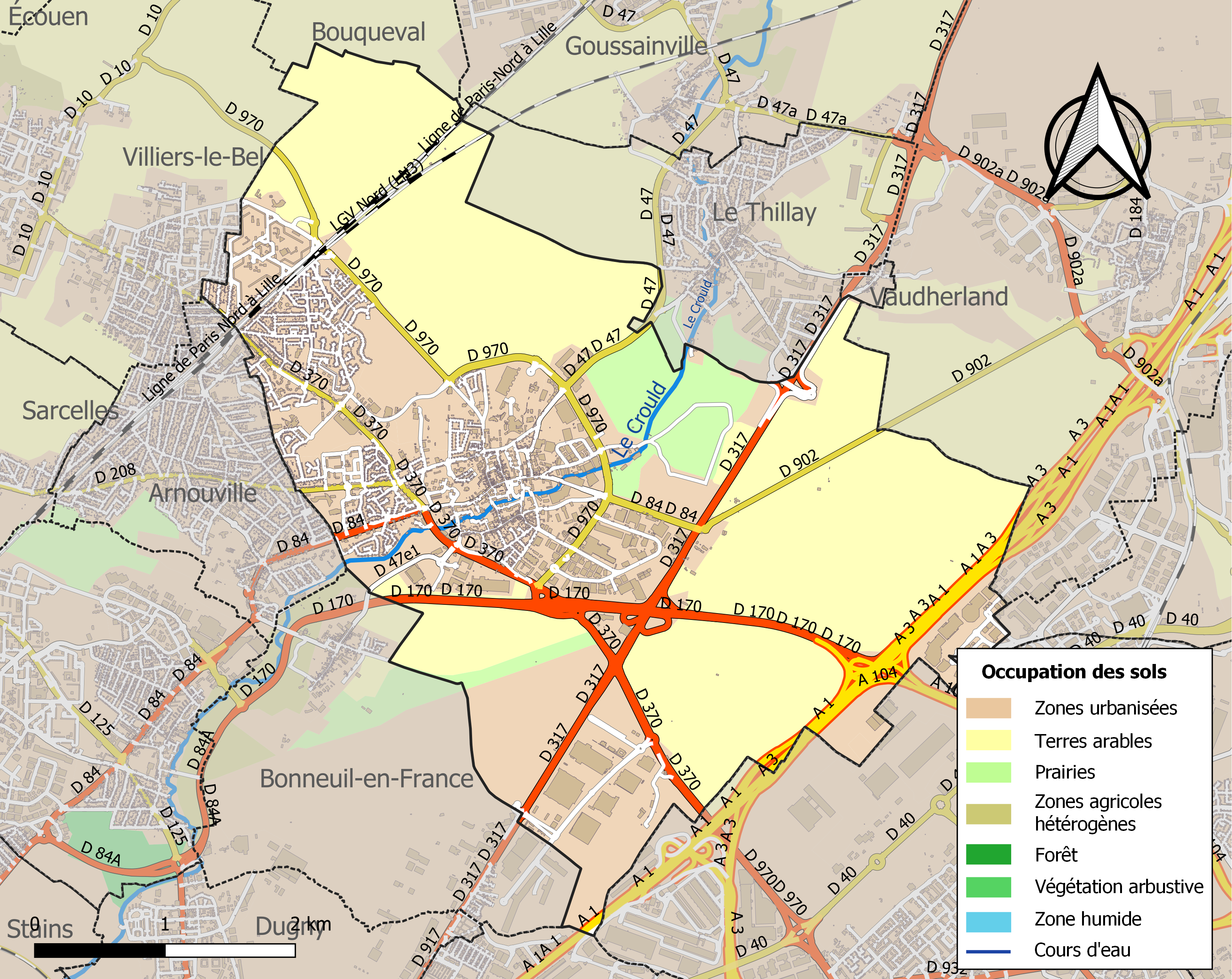
Carte des infrastructures et de l'occupation des sols de la commune en 2018 (CLC).

Le territoire de la commune se compose en 2017 de 50,66 % d'espaces agricoles, forestiers et naturels, 14,25 % d'espaces ouverts artificialisés et 35,09 % d'espaces construits artificialisés.
L'évolution de l'occupation des sols de la commune et de ses infrastructures peut être observée sur les différentes représentations cartographiques du territoire : la carte de Cassini (XVIIIe siècle), la carte d'état-major (1820-1866) et les cartes ou photos aériennes de l'IGN pour la période actuelle (1950 à aujourd'hui).

### Habitat et logement
En 2021, le nombre total de logements dans la commune était de 10 189, alors qu'il était de 9 717 en 2016 et de 9 487 en 2011.
Parmi ces logements, 95 % étaient des résidences principales, 1 % des résidences secondaires et 4 % des logements vacants. Ces logements étaient pour 33,5 % d'entre eux des maisons individuelles et pour 65,6 % des appartements.
Le tableau ci-dessous présente la typologie des logements à Gonesse en 2021 en comparaison avec celle du Val-d'Oise et de la France entière. Une caractéristique marquante du parc de logements est ainsi la faible proportion des résidences secondaires et logements occasionnels (1 %) par rapport au département (1,5 %) et à la France entière (9,7 %).
| Typologie                                               | Gonesse | Val-d'Oise | France entière |
| ------------------------------------------------------- | ------- | ---------- | -------------- |
| Résidences principales (en %)                           | 95      | 92,4       | 82,2           |
| Résidences secondaires et logements occasionnels (en %) | 1       | 1,5        | 9,7            |
| Logements vacants (en %)                                | 4       | 6          | 8,1            |

La commune respecte les obligations qui lui sont faites par l'article 55 de la loi SRU de disposer d'au moins 25 % de son parc de résidences principales constituées de logements sociaux

### Voies de communication et transports
À 20 minutes de Paris, la commune est desservie par l'autoroute A1, A3 et la A104 également la nationale 2.
La commune est desservie par le RER D (gare de Villiers-le-Bel - Gonesse - Arnouville) également par bus, lignes 152 et 250 du réseau de bus RATP. Par les lignes 11, 11.5 et 95.02 du réseau Kéolis, et le réseau Trans Val d'Oise composé des lignes 22, 23, 24, 24 sco, 25, 36, 37 et plus récemment la ligne 20 reliant la gare de gare de Villiers-le-Bel - Gonesse - Arnouville et celle de Parc des expositions à Villepinte.

## Toponymie
Le nom de la localité est attesté sous les formes Gaunissa en 832, Gonesa en 1110, Gonessa en 1226.
Gonesse constitue l'héritière de l'ancienne Connicia villa. Le hameau primitif s'est donc développé à partir du « domaine de Connicius », un important propriétaire terrien.

## Histoire

### Préhistoire
Avant même que Gonesse n'apparaisse, en 832, sous le nom de Gaunissa, il existait déjà une occupation humaine en ces lieux aux époques préhistoriques, comme en témoignent les nombreuses découvertes fortuites ou les résultats de fouilles archéologiques. Les trouvailles faites à ces occasions attestent la présence continue d'un habitat traversant le Néolithique, l'âge du fer, l'époque gallo-romaine et le Moyen Âge, jusqu'à nos jours.

### Moyen âge
Gonesse fut réuni au domaine de la couronne par Hugues Capet.
De nombreux auteurs s'accordent pour y faire naître Philippe Auguste, roi de France, le 21 août 1165, d'autres le font naitre à Melun ou à l'abbaye du Jard près de Melun.
Un Hôtel-Dieu fondé en 1208, par Pierre de Theillay, témoigne de la place importante qu'occupait alors Gonesse dans la région. Il n'en reste que des vestiges.
Saint Louis affranchit les habitants de Gonesse.
L'église date du XIIIe siècle.
Du XIe au XIVe siècle, Gonesse se fait connaître, pour son drap de laine, appelé la « gaunace », dont la fabrication doit beaucoup au Croult et à ses moulins, les moulins à drap, installés sur le cours du ruisseau. Au XIIIe siècle, on y faisait un grand commerce en draps et en peaux.
En 1358, Charles le Mauvais, roi de Navarre, campe à Gonesse, les Anglais y viennent la même année et y passent le mois de septembre.
À partir du XIIIe siècle, les farines et les pains de Gonesse sont fort recherchés.
Fortifié au XIVe siècle, le village voit passer Jeanne d'Arc en 1429. L'héroïne nationale aurait posé pied à terre pour se désaltérer à la fontaine Dame-Jeanne, aujourd'hui disparue, qui se trouvait sur le chemin conduisant à la Patte-d'Oie. Autre fait légendaire, non formellement prouvé.
Sous Louis XI, en 1465, les Bourguignons s'en emparent et ravagent tout ce qui appartient au roi.

#### Les Templiers et les Hospitaliers
On retrouve l'origine du domaine templiers dans un acte de 1284 dans lequel Pétronille Du Change donne aux Templiers un petit domaine en échange, sa vie durant, de la moitié des récoltes du domaine,.
Les terres et seigneurie de Stains, village près de Gonesse, avait été cédée, en janvier 1239, à la commanderie de Gonesse par Gervais de Chaumont, avec le contentement de Guillaume de Flaucourt, pour le prix de 12 livres parisis,.
En 1448, la maison de la commanderie de Gonesse tombe en ruines. Le prieur la donne à Nicole Saint-Homme, un frère de l'Ordre, sa vie durant en échange de 32 sols par an. Il a aussi la charge de restaurer la bâtisse. Mais en 1465, frère Nicole obtient du prieur l'exemption de sa redevance au prétexte que la guerre avec les Bourguignons avait eu pour conséquence la destruction des récoltes. Apparemment la commanderie ne fut pas reconstruite car « où soloit jadis avoir une maison appelée le temple de Gonesse ».

### Temps modernes

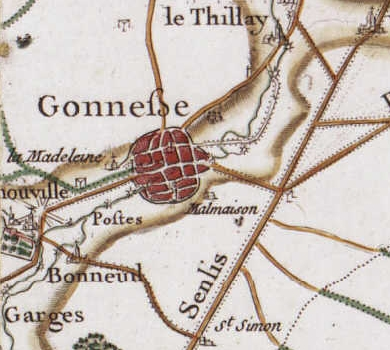
Gonesse vers 1780 (carte de Cassini).

Du XVe au XVIIe siècle, le village se taille une solide réputation pour la qualité de son pain fabriqué avec le blé du terroir, le pain mollet de Gonesse, qui est aussi connu sous le nom de « pain de chapitre », ainsi nommé du fait que le boulanger du chapitre de Notre-Dame de Paris aurait été le premier à le fabriquer. Quelques corps de bâtiments comme La Malmaison et Coulanges, mais aussi les pigeonniers de Coulanges, de Garlande et d'Orgemont, témoignent encore de ce passé agricole et industrieux de la ville.
Après avoir échoué dans sa deuxième tentative contre Paris, Henri IV se retire à Gonesse.
Pendant les troubles de la Fronde, le prince de Condé s'en empare.
En dehors de l'église Saint-Pierre-Saint-Paul datant des XIIe et XIIIe siècle, il existe à Gonesse une autre paroisse et son église, sur la rive gauche du Croult, Saint-Nicolas. Datant du XIVe siècle, cette église fut démolie à la Révolution. Des yeux perspicaces peuvent encore trouver des vestiges de cet édifice en remploi dans les murs de certaines maisons de ce quartier. À l'occasion de la construction, dans les années 1970, d'une maison dans le haut de la rue de Savigny, le creusement des fondations a mis au jour des tombes du cimetière établi près de l'église Saint-Nicolas.
C'est à Gonesse que, le 27 août 1783, le premier ballon à gaz de l'histoire, construit par Jacques Charles et les frères Robert, s'écrase après un vol de 16 kilomètres,,.

### Révolution française et Empire
Elle est chef-lieu de district de 1790 à 1795.
En 1815, le maréchal Grouchy arrive à Gonesse à la tête de 40 000 hommes et de 120 pièces d'artillerie ; mais Napoléon Ier ayant abdiqué, le 2 juillet, le duc de Wellington y établit son quartier général, traite la reddition de Paris, et, le 5 juillet, se retire à Neuilly-sur-Seine.

### Époque contemporaine
Durant le siège de Paris en 1870 le quartier général de la Garde prussienne est installé à Gonesse.
Plus récemment, le 25 juillet 2000, Gonesse entre avec fracas dans une autre rubrique de l'histoire, celle des catastrophes aériennes, avec la chute du Concorde sur son territoire, à quelques centaines de mètres seulement des habitations, écrasant néanmoins un hôtel, entraînant dans la mort, avec les passagers et l'équipage de l'avion, quatre personnes au sol.

## Politique et administration

### Rattachements administratifs et électoraux

#### Rattachements administratifs
Antérieurement à la loi du 10 juillet 1964, la commune faisait partie du département de Seine-et-Oise. La réorganisation de la région parisienne en 1964 fit que la commune appartient désormais au département du Val-d'Oise et à son arrondissement de Sarcelles après un transfert administratif effectif au 1er janvier 1968.
Elle était  depuis 1793 le chef-lieu du canton de Gonesse de Seine-et-Oise puis du Val-d'Oise. Dans le cadre du redécoupage cantonal de 2014 en France, cette circonscription administrative territoriale a disparu, et le canton n'est plus qu'une circonscription électorale.

#### Rattachements électoraux
Pour les élections départementales, la commune fait partie depuis 2014 du canton de Villiers-le-Bel
Pour l'élection des députés, elle fait partie de la neuvième circonscription du Val-d'Oise.

### Intercommunalité
Gonesse était membre de la communauté d'agglomération Val de France, un établissement public de coopération intercommunale (EPCI) à fiscalité propre créé en 1997 et auquel la commune a transféré un certain nombre de ses compétences, dans les conditions déterminées par le code général des collectivités territoriales.
Dans le cadre de la mise en œuvre de la loi MAPAM du 27 janvier 2014, qui prévoit la généralisation de l'intercommunalité à l'ensemble des communes et la création d'intercommunalités de taille importante, et, pour les communes de la grande couronne, capables de dialoguer avec la Métropole du Grand Paris, cette intercommunalité a fusionné avec la communauté d'agglomération Roissy Porte de France et a intégré une partie des communes de la communauté de communes Plaines et Monts de France, formant le 1er janvier 2016 la communauté d'agglomération Roissy Pays de France dont Gonesse est désormais membre.

### Tendances politiques et résultats
Lors du premier tour des élections municipales de 2014 dans le Val-d'Oise, la liste PS-PCF-EELV menée par le maire sortant Jean-Pierre Blazy obtient la majorité absolue des suffrages exprimés, avec 3 482 voix, 27 conseillers municipaux élus, dont 8 communautaires), devançant nettement les listes menées respectivement par :

- Claude Tibi (UDI, 1 518 voix, 22,21 %, 4 conseillers municipaux élus dont 1 communautaire) ;

- Karim Ouchikh (FN, 1 433 voix, 20,97 %, 3 conseillers municipaux élus dont 1 communautaire) ;

- Mohamed Ouerfelli (EELV, 399 voix, 1 conseiller municipal élu).

Lors de ce scrutin, 50,35 % des électeurs se sont abstenus.
Lors du second tour des élections municipales de 2020, la liste menée par le maire sortant, Jean-Pierre Blazy (DVG) — qui bénéficiait du report de la liste UDI  menée au premier tour par Claude Tibi — obtient la majorité absolue des suffrages exprimés, avec 3 063 voix (50,34 %, 27 conseillers municipaux élus, dont 6 communautaires), devançant de 42 voix la liste menée par le socialiste Cédric Sabouret  — qui bénéficiait, elle, du report des listes LREM de Ilhan Yildiz, SE de Arezki Mahdi et DVG de  Mazouni Daho — qui a obtenu 3 021 voix (49,65 %, 8 conseillers municipaux élus dont 1 communautaire),.
Le recours formé par Cédric Sabouret contre ces résultats est rejeté par le tribunal administratif (France) de Cergy en mars 2021, confirmant la régularité du scrutin de 2020.

### Liste des maires
| Période                                  | Période                        | Identité                | Étiquette   | Qualité |
| ---------------------------------------- | ------------------------------ | ----------------------- | ----------- | --- |
| Les données manquantes sont à compléter. |                                |                         |             | |
| 1816                                     | 1822                           | Charles Victor Lesselin |             | |
| Les données manquantes sont à compléter. |                                |                         |             | |
| 1925                                     | 1928                           | Ernest Broquet          |             | Médecin |
| Les données manquantes sont à compléter. |                                |                         |             | |
| mai 1945                                 | octobre 1947                   | Marcel Peyralbe         | PCF         | Tourneur sur métaux Conseiller général du canton de Luzarches (1945-1949)                                                                                               |
| octobre 1947                             | mars 1971                      | Emmanuel Rain           | MRP         | Fonctionnaire au Ministère de la Santé Publique |
| mars 1971                                | juin 1995                      | Bernard Février         | DVD         | Pharmacien biologiste Conseiller général de Gonesse (1976 → 1998) Vice-président du conseil général du Val-d'Oise[Quand ?]                                              |
| juin 1995                                | En cours (au 28 novembre 2020) | Jean-Pierre Blazy       | PS puis DVG | Professeur agrégé Député du Val-d'Oise (9e circ.) (1997 → 2007 puis 2012 → 2017) Vice-président de la CA Roissy Pays de France (2020 → ) Réélu pour le mandat 2020-2026 |

### Jumelages
La commune est jumelée à   Leonessa (Italie).

### Archives
Entre 1990 et 1994, parmi les premières de France, la commune informatise son service de l'état civil en l'indexant et en numérisant les registres avec un scanner et enregistrement sur un disque optique.

## Équipements et services publics

### Justice, sécurité, secours et défense
Gonesse est le siège d'une juridiction d’instance. La commune fait partie de la juridiction de grande instance ainsi que de commerce de Pontoise,.

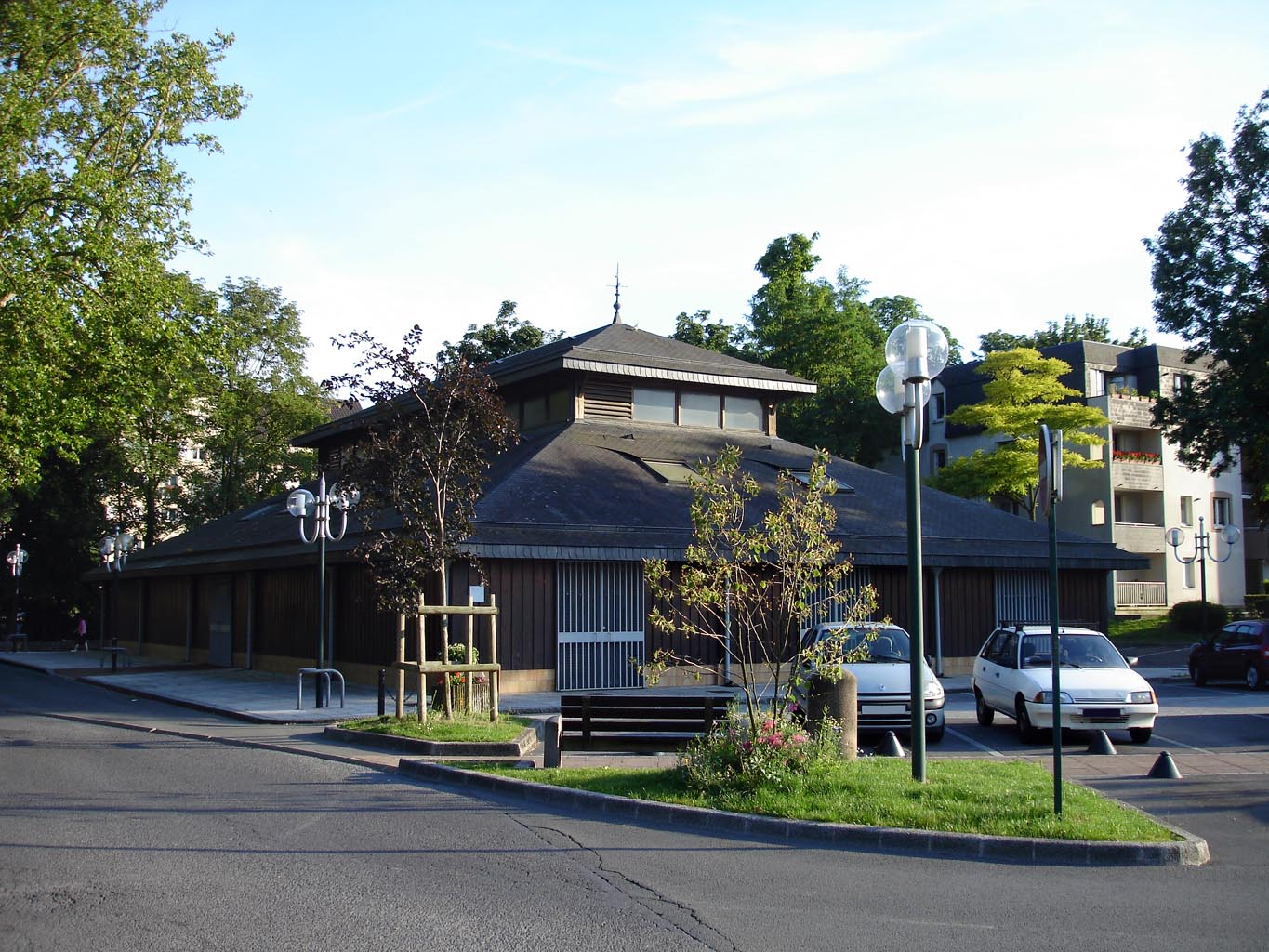
Le marché couvert.

## Population et société
Les habitants sont appelés les Gonessiens

### Démographie
L'évolution du nombre d'habitants est connue à travers les recensements de la population effectués dans la commune depuis 1793. Pour les communes de plus de 10 000 habitants les recensements ont lieu chaque année à la suite d'une enquête par sondage auprès d'un échantillon d'adresses représentant 8 % de leurs logements, contrairement aux autres communes qui ont un recensement réel tous les cinq ans,.

En 2022, la commune comptait 26 959 habitants, en évolution de +2,37 % par rapport à 2016 (Val-d'Oise : +4 %, France hors Mayotte : +2,11 %).
| 1793  | 1800  | 1806  | 1821  | 1831  | 1836  | 1841  | 1846  | 1851  |
| ----- | ----- | ----- | ----- | ----- | ----- | ----- | ----- | ----- |
| 2 400 | 2 216 | 2 020 | 2 008 | 2 147 | 2 123 | 2 221 | 2 257 | 2 263 |

| 1856  | 1861  | 1866  | 1872  | 1876  | 1881  | 1886  | 1891  | 1896  |
| ----- | ----- | ----- | ----- | ----- | ----- | ----- | ----- | ----- |
| 2 348 | 2 684 | 2 831 | 2 526 | 2 859 | 2 935 | 3 008 | 2 642 | 2 678 |

| 1901  | 1906  | 1911  | 1921  | 1926  | 1931  | 1936  | 1946  | 1954  |
| ----- | ----- | ----- | ----- | ----- | ----- | ----- | ----- | ----- |
| 2 757 | 2 902 | 3 131 | 3 231 | 3 537 | 4 359 | 4 638 | 4 006 | 4 881 |

| 1962  | 1968   | 1975   | 1982   | 1990   | 1999   | 2006   | 2011   | 2016   |
| ----- | ------ | ------ | ------ | ------ | ------ | ------ | ------ | ------ |
| 8 517 | 21 187 | 21 390 | 22 896 | 23 152 | 24 721 | 26 152 | 26 516 | 26 336 |

| 2021   | 2022   | - | - | - | - | - | - | - |
| ------ | ------ | - | - | - | - | - | - | - |
| 25 963 | 26 959 | - | - | - | - | - | - | - |

## Économie
Près de l'A1 et la D 170G (Triangle de Gonesse), Immochan prévoit (2010-2020) de transformer 280 ha de terres agricoles en 130 hectares de quartier d'affaires, 80 hectares d'EuropaCity et 70 hectares en parc de loisirs. La proposition a cependant fait l’objet d’un avis défavorable de la part du commissaire-enquêteur le 30 juillet 2017.
Le projet EuropaCity (500 enseignes soit 230 000 m2, base de loisirs avec un parc aquatique et une piste de ski soit 150 000 m2, hôtels 110 000 m2, espaces publics 100 000 m2, culture 50 000 m2, restaurants et palais des congrès chacun 20 000 m2) représente plus de trois milliards d'euros d’investissements ; il promet la création de 11 000 emplois,.
Toutefois l'enquête publique conduite en juin 2017 sur la révision du plan local d'urbanisme a abouti à un avis défavorable du commissaire-enquêteur au projet d'urbanisation de 300 hectares de terrain en faisant état « des impacts environnementaux négatifs importants à très importants [en particulier s’agissant de la consommation massive de] terres agricoles fertiles les plus proches de la capitale (…) favorables à l’autosuffisance alimentaire et aux circuits courts » et en soulignant notamment les conséquences de l’imperméabilisation des sols et les atteintes à la biodiversité.
Des agriculteurs, des commerçants et des citoyens opposés au projet sont regroupés au sein du Collectif pour le Triangle de Gonesse.
Ce projet a été abandonné en novembre 2019.

## Culture locale et patrimoine

### Lieux et monuments
Gonesse compte quatre monuments historiques sur son territoire : 
- Église Saint-Pierre-Saint-Paul, rue du Général-Leclerc (classée monument historique par liste de 1862[50]) : Édifiée autour de l'an 1200 dans le style de la transition entre le roman et le gothique, elle est remarquable pour la relative homogénéité de son style. Seuls les deux premiers niveaux romans du clocher sont antérieurs et datent du début du XIIe siècle, quand une première église avait été construite au même endroit. Le plan est assez simple, comportant une nef à huit travées et bas-côtés, avec un chœur à déambulatoire et faux triforium, sans transept et sans absides, mais avec une petite chapelle latérale au sud. La construction a commencé par le chœur à la fin du XIIe siècle, ressemblant à celui de la basilique de Saint-Denis, puis a continué par la façade nord au début du XIIIe siècle. Puis elle s'est interrompue entre 1208 et 1248, quand les travaux de la façade sud ont repris. La nef n'a jamais été achevée ; elle devait comporter un troisième niveau au-dessus du triforium, avec des fenêtres hautes et certainement un plafond voûté. En effet, la nef a toujours conservé sa fausse voûte en berceau continue, qui est en réalité exécutée en bois. La façade occidentale n'est symétrique qu'au premier regard : les deux travées latérales présentent des portails différents et une position différente des contreforts, et la tourelle de droite ne date que de la première Renaissance. La partie haute de la travée centrale et la travée de gauche ont été remaniées au XVIIIe siècle. Le tympan du portail central conserve une inscription de la période révolutionnaire, « Le peuple français reconnait l'Être suprême et l'immortalité de l'âme », renvoyant au culte de la Raison et de l'Être suprême[51].
- Ruines de l'ancien Hôtel-Dieu, rue Bernard février (anciennement rue Pierre-de-Theilley), à l'angle avec la rue de l'Hôtel-dieu Pierre-du-Thillay (inscrites monument historique par arrêté du 23 juillet 1937[52]) : Fondé en 1208 par Pierre du Thillay, son bâtiment principal de la forme d'une chapelle a été remplacé par un édifice plus grand en 1621, qui a servi au bureau du district de Gonesse sous la Révolution, puis démoli en 1827. Agrandi et remanié au XVIIIe siècle, l'Hôtel-dieu a été remplacé par un nouveau bâtiment construit entre 1839 et 1841 de l'autre côté de la rue. L'Hôtel-dieu d'origine médiéval a finalement été démoli en 1955, seules les arcades du cloître étant protégées au titre des Monuments historiques. Ce sont les derniers vestiges, présentant des chapiteaux sculptures sur trois piliers[53].
- Colombier d'Orgemont, 1 rue de Paris (inscrit monument historique par arrêté du 22 février 1973[54]) : Une ferme avait existé en ces lieux au moins depuis le XIIIe siècle, quand elle appartenait à Pierre d'Orgemont (1315-1389). Elle a été détruite au XVIIe siècle et reconstruite par une autre famille au siècle suivant. Bien qu'encore assez récente, cette seconde ferme a elle aussi été démolie après 1819, à l'exception du colombier qui en reste le dernier vestige. Il se divise en deux niveaux et comportait environ 1 800 boulins. Transformé en logement au XXe siècle puis abandonné, il s'était trouvé en mauvais état avant son inscription au titre des Monuments historiques. Lors de sa restauration, il n'a pas été remis dans son état d'origine et conserve deux grandes fenêtres du temps qu'il était habité. Le manoir à proximité date d'autour de 1900 et se situait sur la même propriété[55].
- Colombier de Garlande, 1 rue de Chauvart, à l'angle avec la rue de la fontaine Saint-Nicolas, sur un terrain vague (inscrit monument historique par arrêté du 28 avril 1980[56]) : Il faisait partie d'une ferme attestée dès le XIIe siècle, appelée ferme de Miville et appartenant aux Garlande. L'ensemble de la ferme a été démoli, ne laissant en place que le colombier, qui a été construit pendant le dernier quart du XVIIIe siècle ou le premier quart du XIXe siècle. De plan rond, son toit est conique et couronné par un lanterneau. À l'intérieur, le colombier possède deux étages totalisant 1 658 boulins pour la nidification des pigeons[57]. Le colombier est aujourd'hui en mauvais état. Il a longtemps été enclavé sur un terrain industriel, avec des hangars métalliques au nord et à l'est ; puis ces hangars ont été démolis et le terrain proche du centre-ville attend une nouvelle affectation.

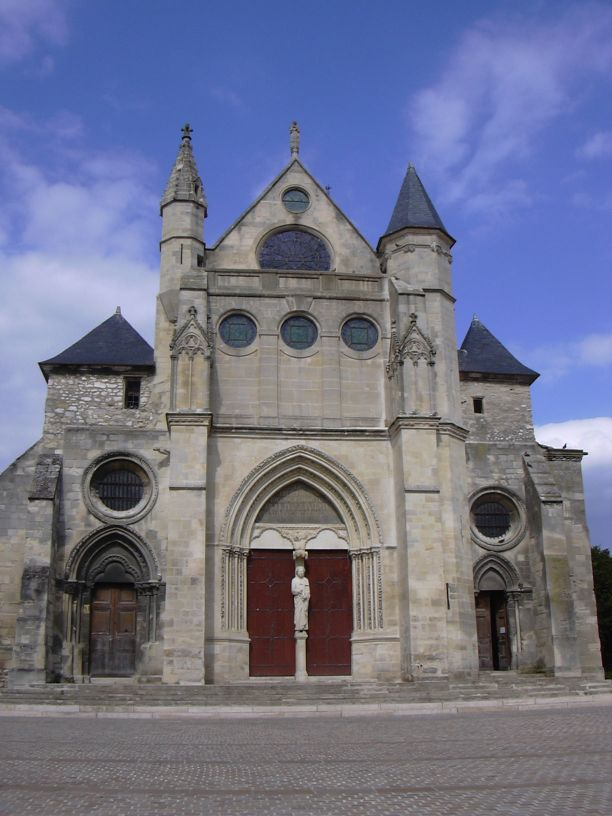
L'église Saint-Pierre-Saint-Paul, façade occidentale, rue du Général-Leclerc.
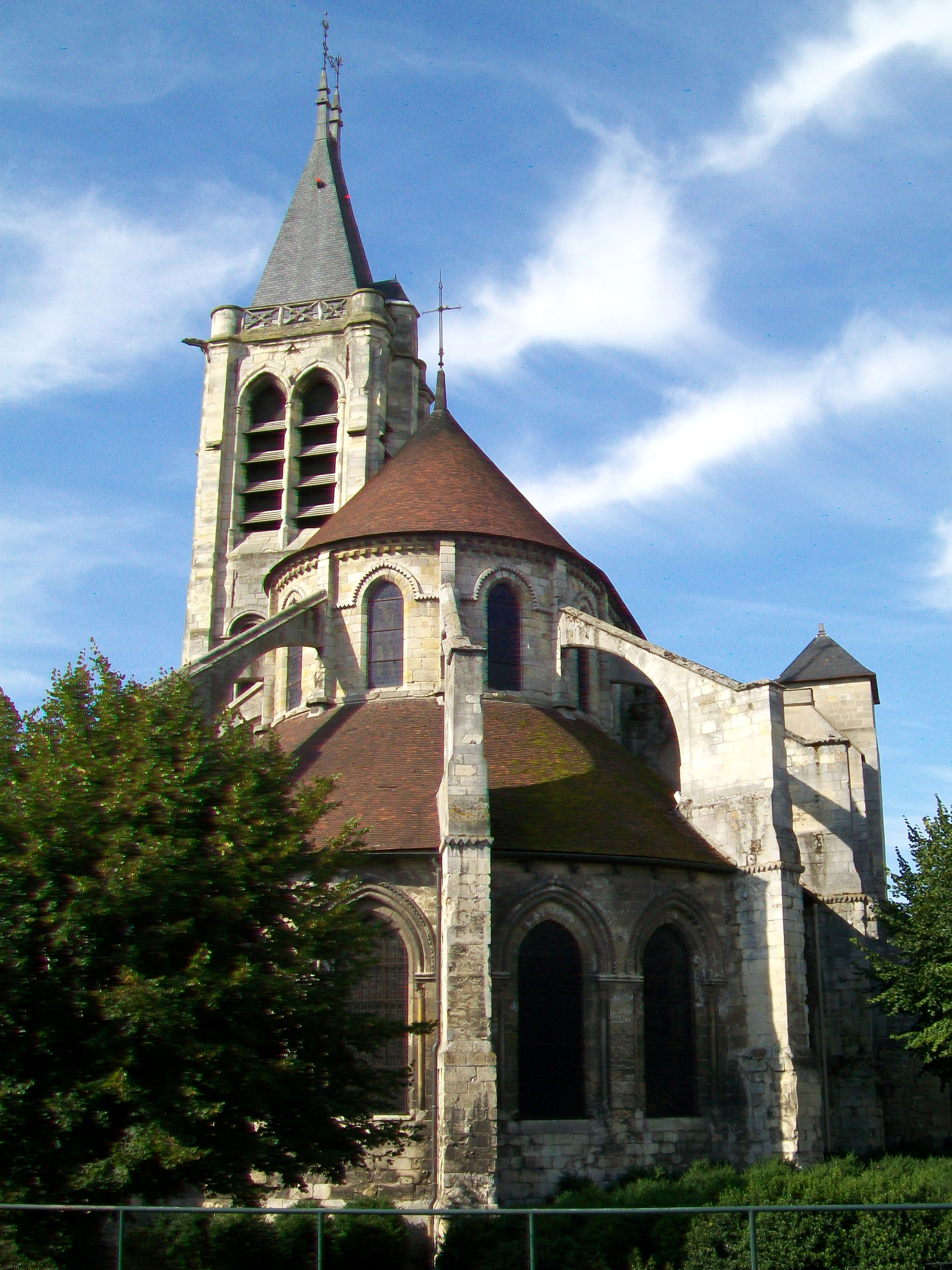
La façade orientale et le chœur sur la rue de l'Hôtel-Dieu.
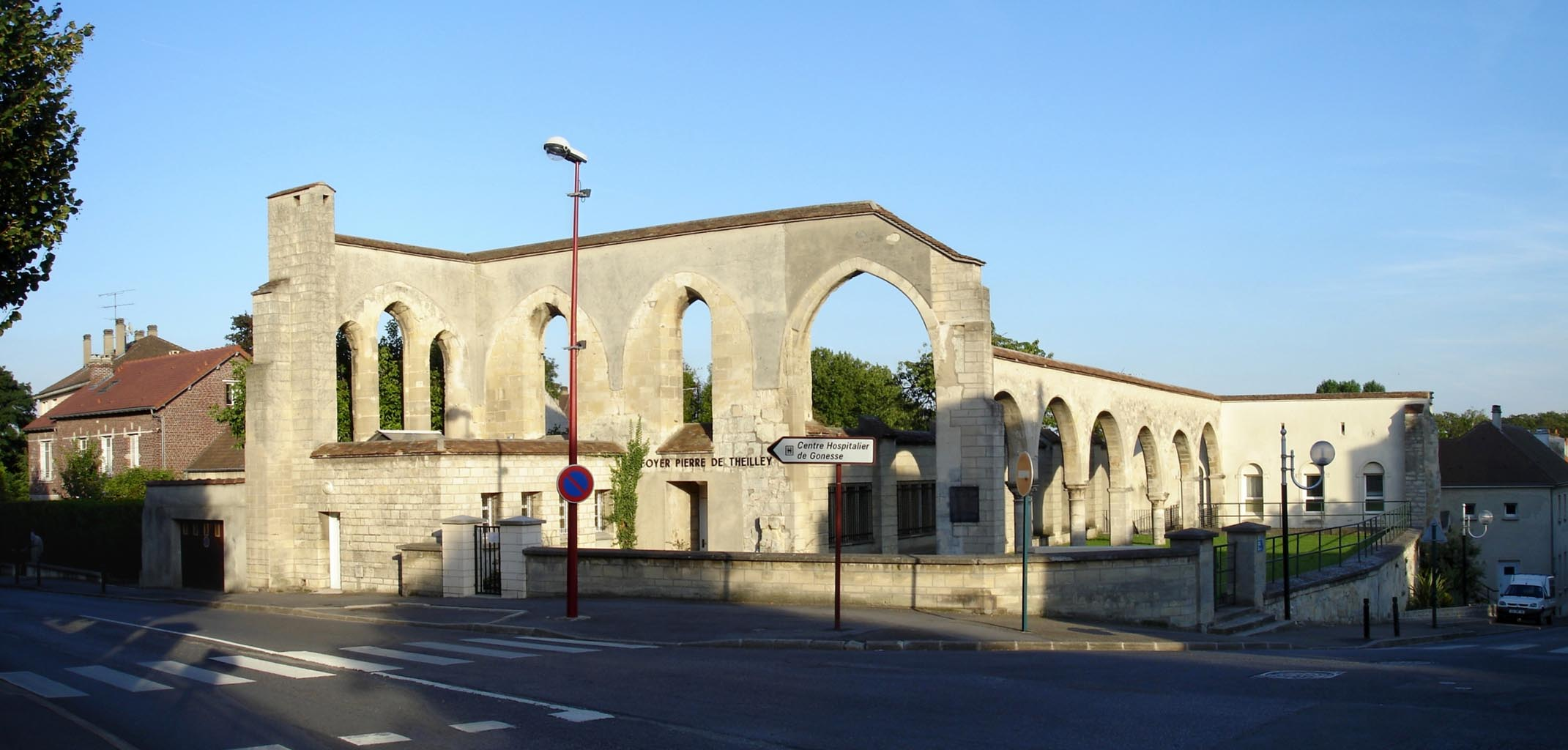
Les ruines de l'Hôtel-Dieu du début du XIIIe siècle, rue Bernard-Février.
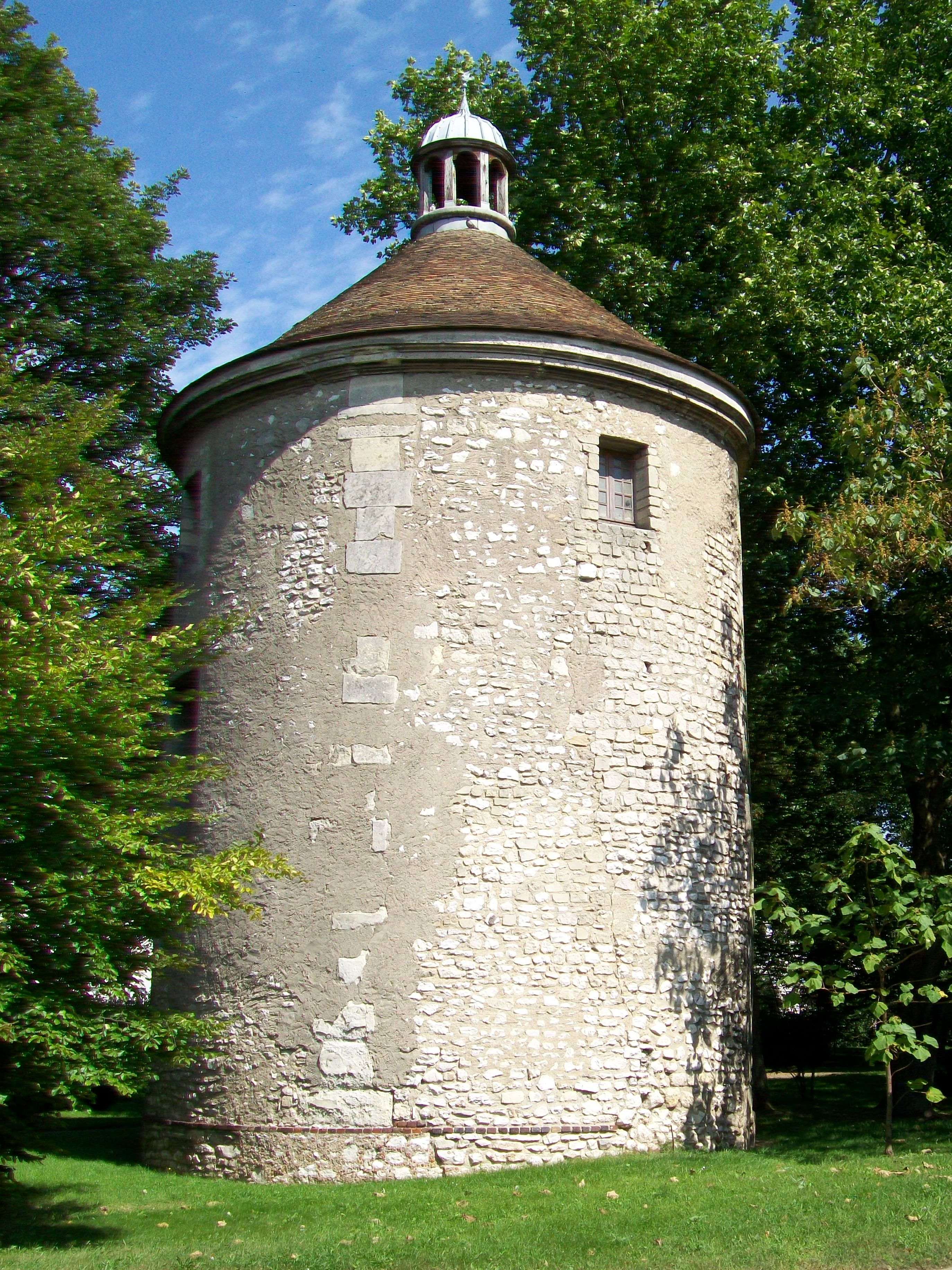
Le colombier d'Orgemont, 1 rue de Paris, probablement du XVIIIe siècle.
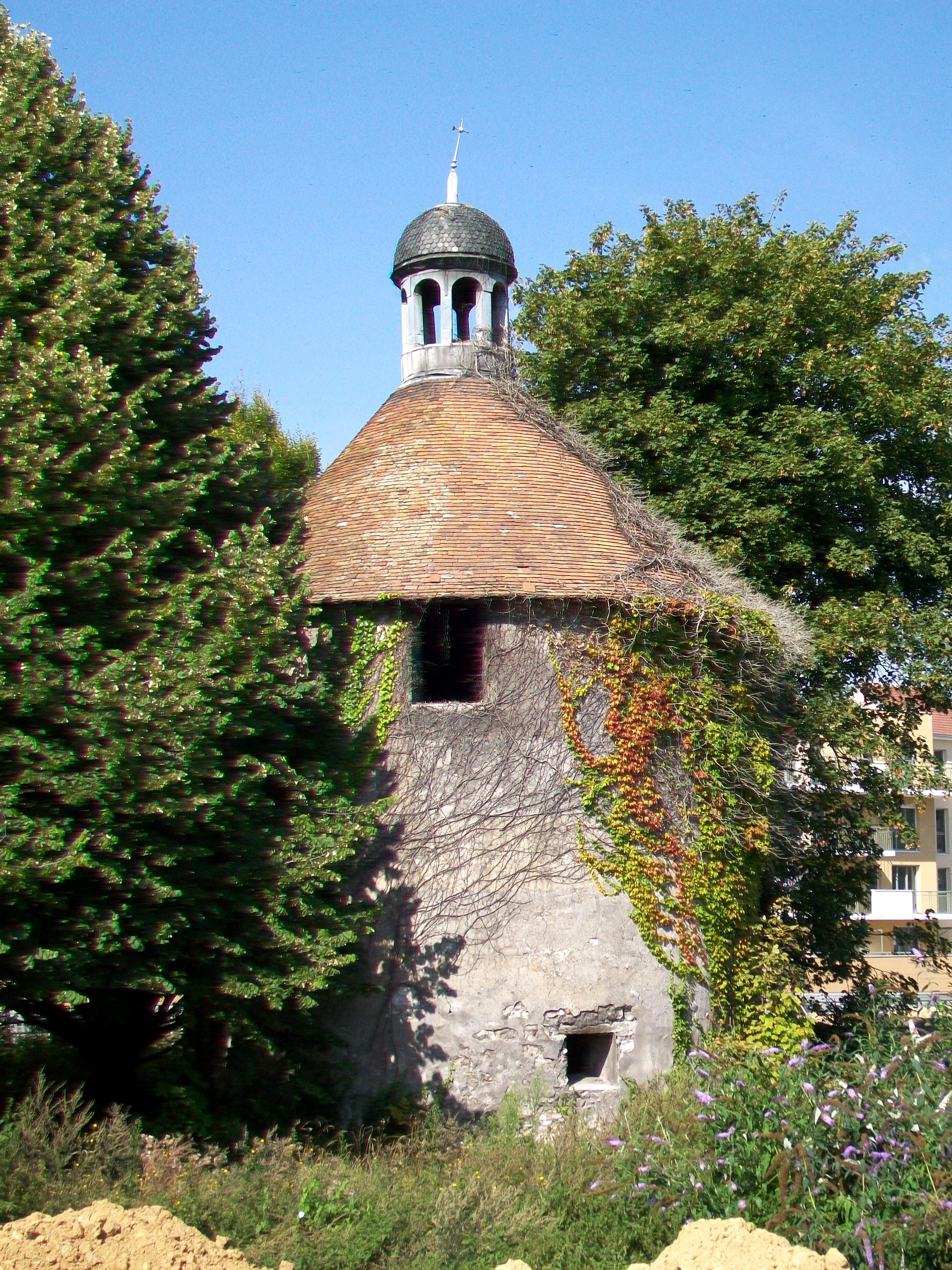
Le colombier de Garlande de l'ancienne ferme de Miville, 1 rue de Chauvart.

On peut également signaler : 
- L'ancienne poste, 3 bis rue de Paris : Ce bâtiment de 1913 avec une façade de brique jaune a été financée entièrement par la ville de Gonesse et porte donc ses armoiries sur le fronton au-dessus de l'entrée. L'architecte fut M. Frappart[58]. Après le déménagement du bureau de poste vers le bâtiment actuel rue d'Orgemont, l'ancienne poste a été utilisée comme école municipale de musique.
- L'ancien moulin de la Ville, 6 rue Saint-Nicolas : Ce fut l'un des cinq moulins à eau établis à Gonesse sur la rivière Croult, et c'est le dernier à conserver à peu près son aspect d'avant la cession des activités, malgré la transformation en immeuble de logements au dernier quart du XXe siècle. Le bâtiment a probablement été construit à la fin de l'Ancien Régime et modifié autour de 1800, avec adjonction d'un deuxième corps démoli depuis. La petite rivière, divisée ici en deux bras, passe toujours sous l'ancien moulin[59].
- Le manoir et le colombier-porche de l'ancienne ferme de Coulanges, 24 rue de Paris : Le colombier-porche donne sur la rue de Paris et se situe à côté de l'arrêt de bus « Saint-Nicolas », où l'on voit également les murs d'un bâtiment de ferme non encore restaurés. Le colombier est mieux visible depuis la cour accessible par l'entrée du centre culturel de Coulanges, dont la bibliothèque est établi dans l'ancien manoir du XVIIIe siècle. Le pigeonnier a probablement été construit après la rectification des façades sur la rue de Paris en 1763[60].
- La porte de l'ancienne ferme Saint-Christophe, rue du Châtel, près de la rue de Paris : la ferme du Châtel ou du Grand Hôtel puis ferme Saint-Christophe est attestée dès 1662 et appartenait à l'hôtel-Dieu de Paris. La ferme a été transformée en sucrerie et distillerie en 1855, et les anciens bâtiments agricoles ont été démolis en 1917. L'usine a cessé ses activités pendant le troisième quart du XXe siècle, et hormis la petite porte subsistant du grand portail, n'en reste plus un immeuble de logements issu du logis de l'ancienne ferme[61]. La porte a été conservée puisqu'elle porte une plaque commémorative pour Modeste Camille Debue, dit Debrixe, mort ici sous les balles des soldats allemands le 15 juin 1940.
- L'église Saint-François-d'Assise.

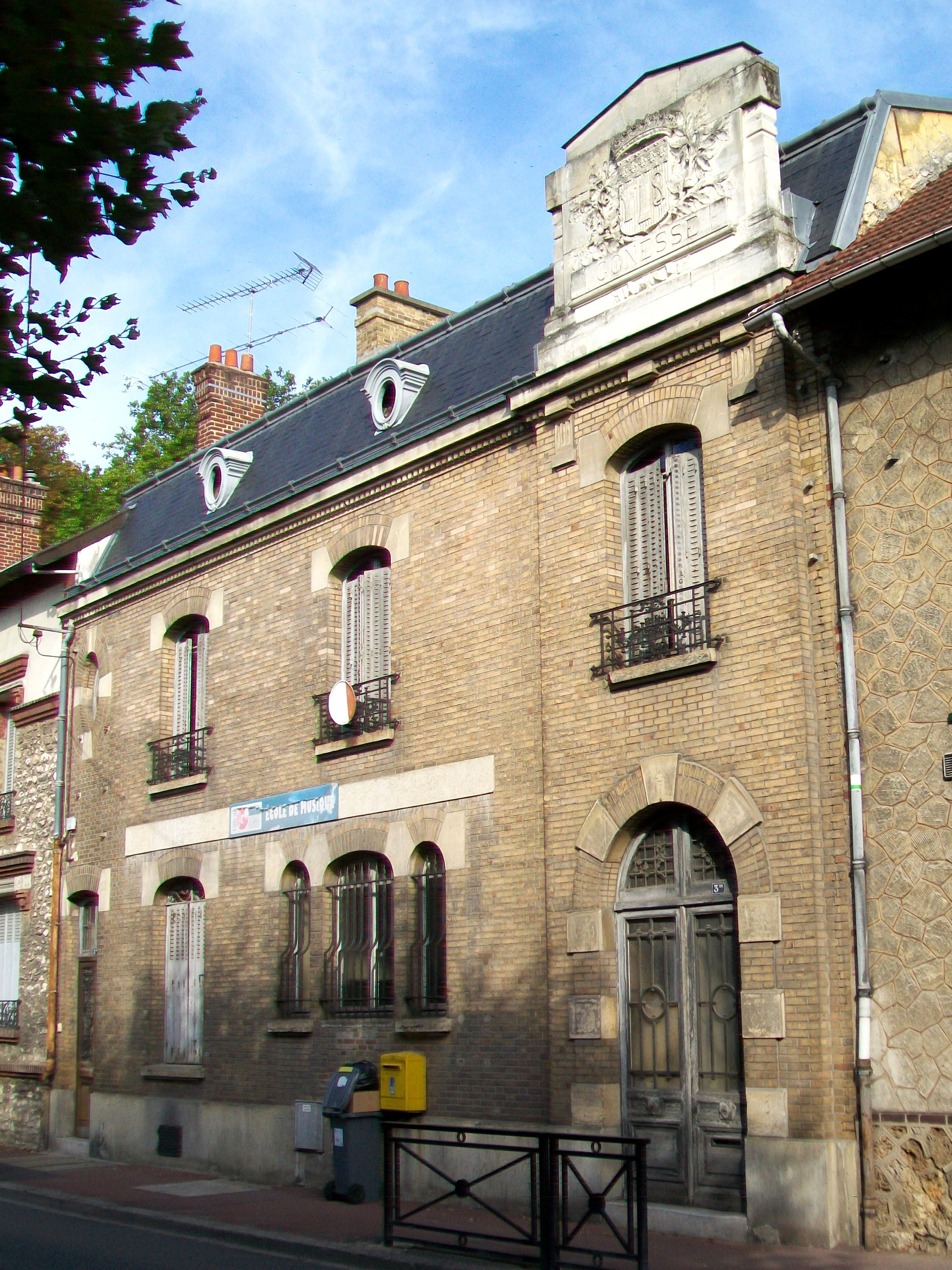
L'ancien bureau de Poste, de 1913-1914, puis école de musique, 3 bis rue de Paris.
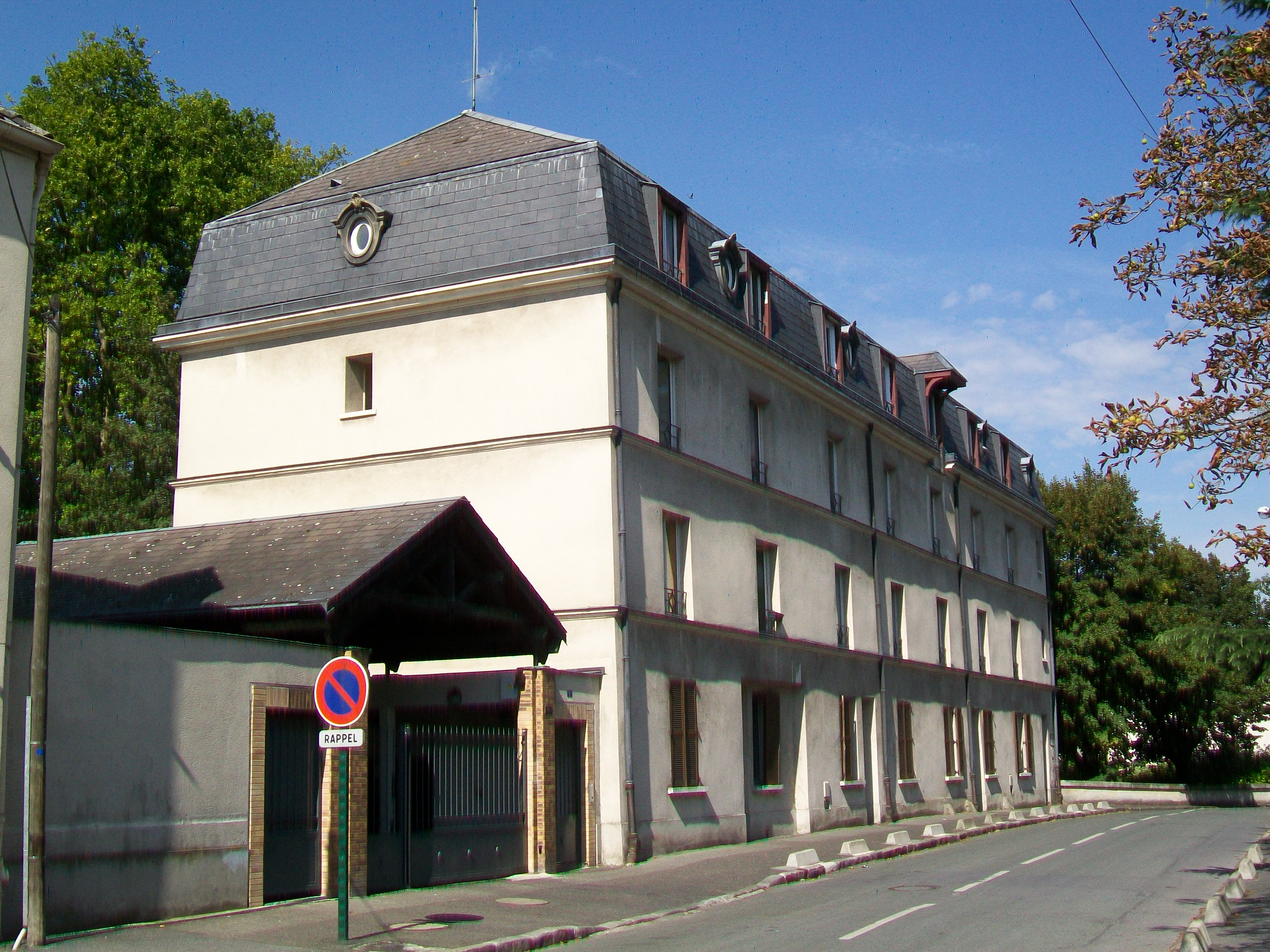
L'ancien moulin de la Ville sur le Croult, 6 rue Saint-Nicolas.
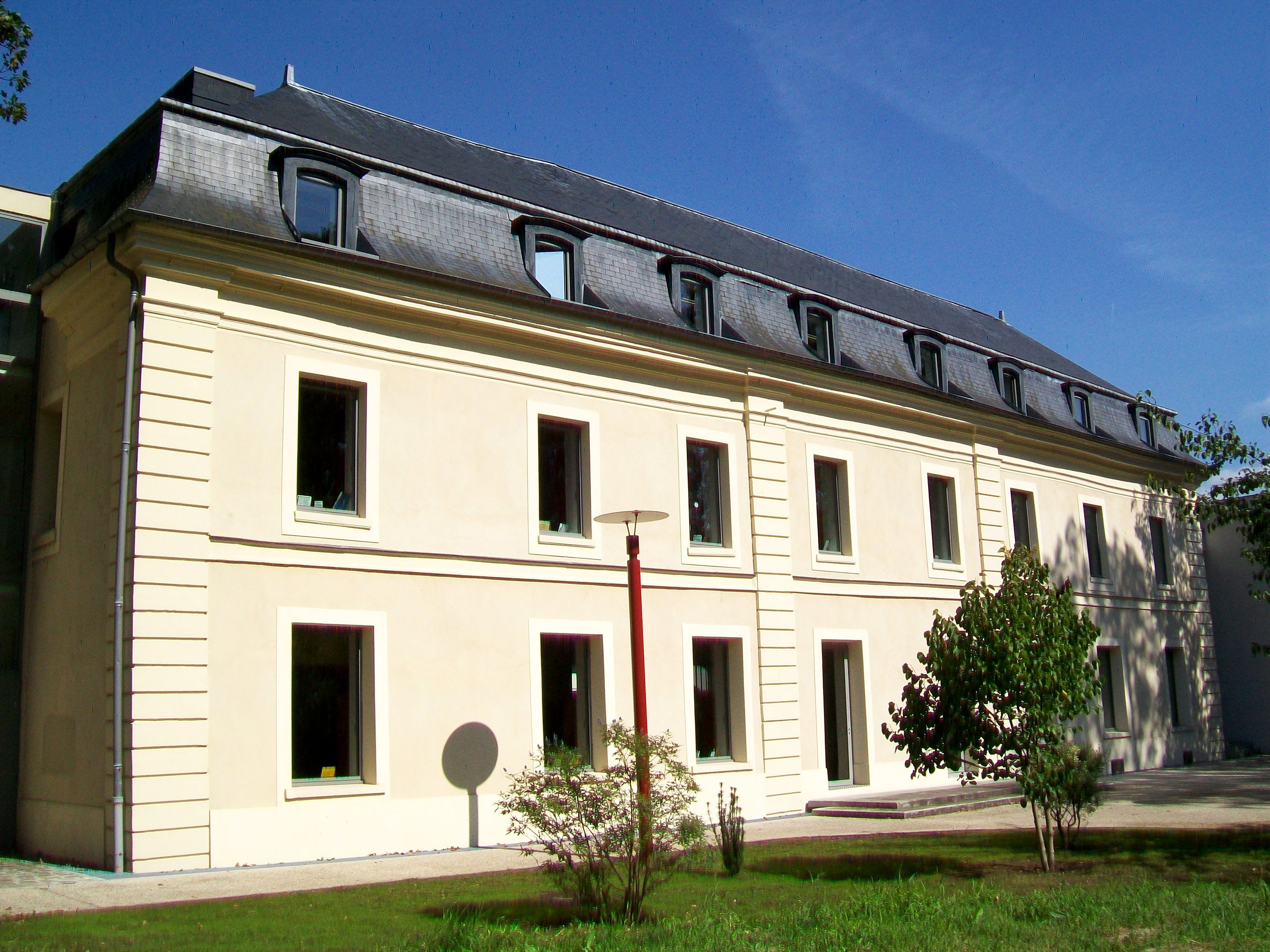
L'ancien manoir de la ferme de Coulanges, actuelle bibliothèque, 24 rue de Paris.
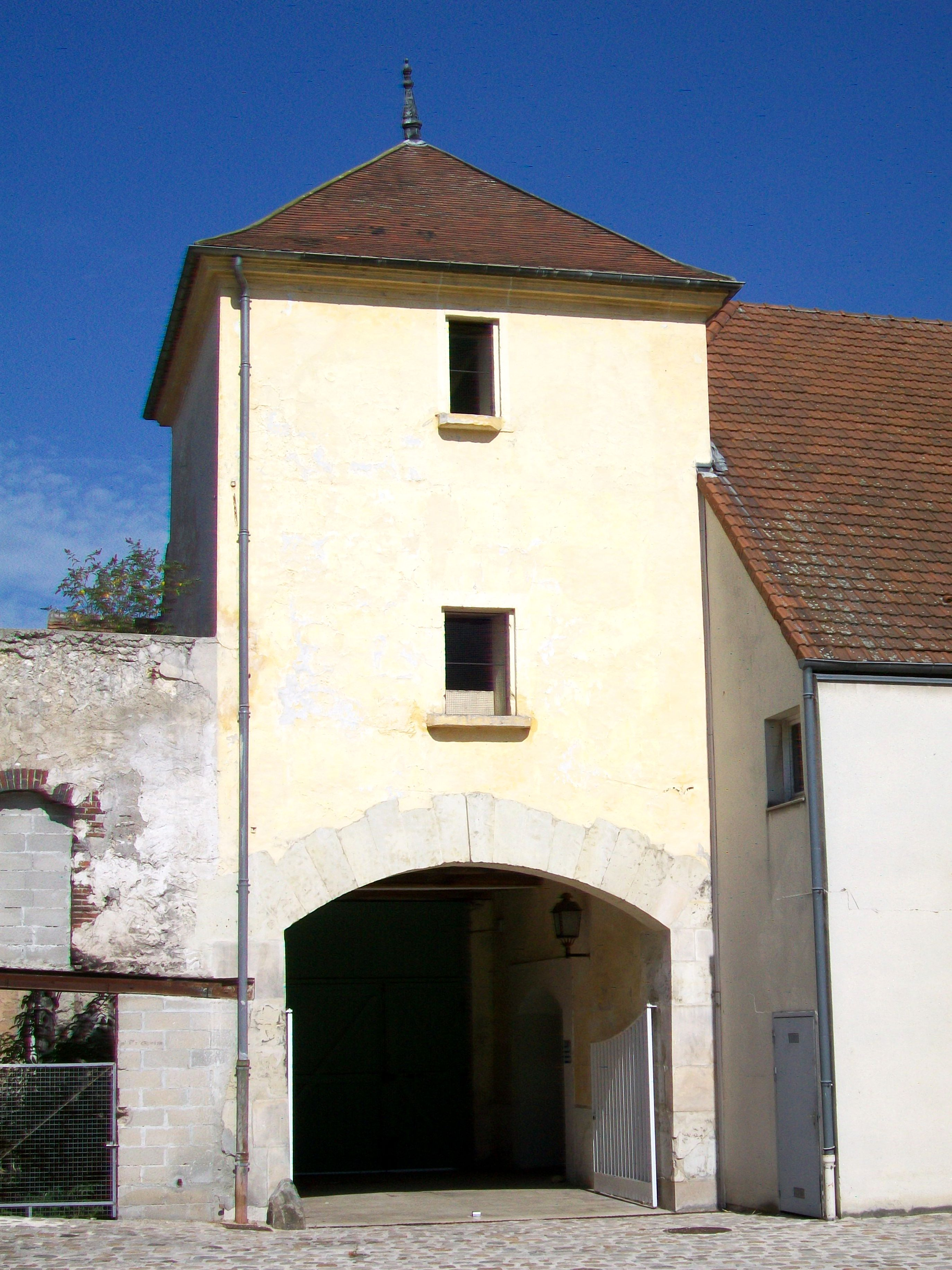
Le colombier-porche de l'ancienne ferme de Coulanges, 24 rue de Paris.
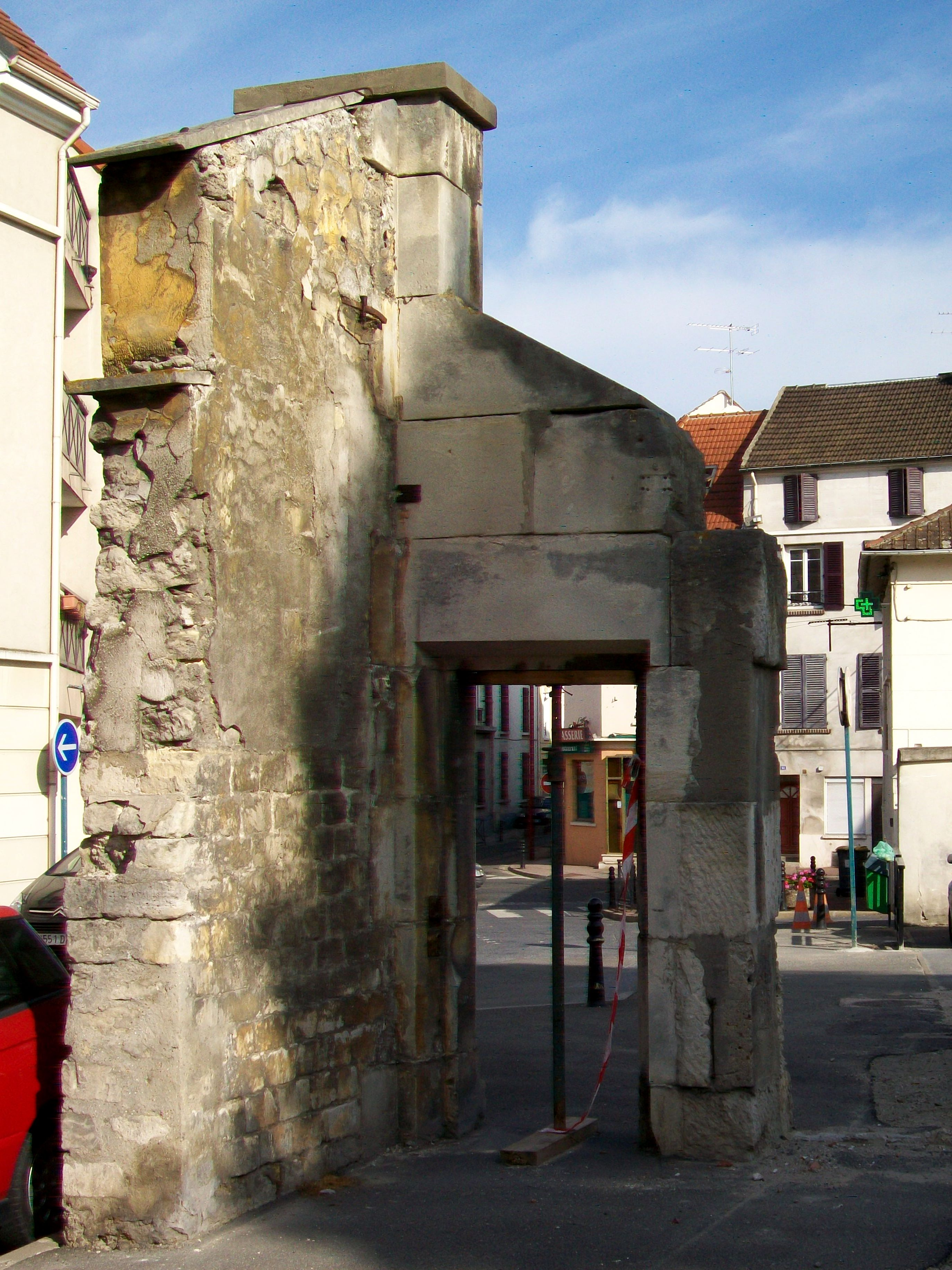
Porte de la ferme Saint-Christophe, où Modeste Camille Debue fut fusillé en 1940.

- L'Hôtel de ville dit château Frappart, 64 rue de Paris, avec grille d'entrée monumentale, gloriette et jardin public : Il s'agit d'un ancien hôtel particulier bourgeois, construit entre 1895 et 1900, probablement par l'architecte Frappart (concepteur aussi de l'ancienne poste) qui y vécut longtemps avec sa famille. Les façades en pierre de taille comportent des éléments sculptés et présentent des trumeaux en briques rouges, dans un style néo-Renaissance rappelant plus particulièrement le style Louis XIII relativement austère de la première moitié du XVIIe siècle. L'intérieur est très soigné et comporte des boiseries sculptés et peints, de style rocaille, en vogue un siècle plus tard, ainsi qu'une rampe d'escalier en fer forgé. Les lignes de faîte de la toiture était à l'origine ornées de balustrades. La commune a acquis la demeure peu avant la Seconde Guerre mondiale, mais ne put y installer la mairie qu'en 1948. Sont à signaler également la grille d'entrée monumentale près du carrefour rue de Paris / rue de l'Hôtel-Dieu, le parc d'environ 1,5 ha et la gloriette à l'extrémité nord-est du parc[62].
- L'ancienne ferme de la Malmaison, 13 rue de la Malmaison : Cette ancienne ferme doit son nom à un ancien écart de la commune. Elle appartenait à la famille Garlande au XIIIe siècle, tout comme la ferme de Miville, dont reste le colombier de Garlande (voir ci-dessus, Monuments historiques). Les bâtiments actuels datent surtout des XVIIe et XVIIIe siècles et s'organisent autour d'une cour carrée. Une distillerie a été établie dans la ferme en 1881, mais sa haute cheminée en brique a aujourd'hui disparu. L'ancienne grange à blé donne sur la rue et présente une façade austère, garnie de contreforts sommaires. Certains éléments dateraient encore du Moyen Âge, mais la grange n'a pris son aspect actuel qu'en 1832. Le portail au sud de la grange est le plus ancien ; il est encadré par deux pilastres en pierres d'appareil. Après la désaffectation de la ferme, la commune l'a acquise en 1978 pour y installer les services techniques municipaux[63]. La ferme reste assez authentique, mais attend toujours une restauration complète.
- La fontaine Saint-Pierre, rue de la Fontaine-Saint-Pierre, au sud de la place du 8 mai 1945, près du tribunal : Une fontaine Saint-Pierre est connue à Gonesse depuis 1387, mais elle ne se situait pas tout à fait au même endroit. L'actuelle fontaine néoclassique fut commandée par un M. Bauchal à l'architecte Aubry et a été inaugurée en 1794, tout d'abord comme fontaine Jean-Jacques Rousseau. Puis elle a repris son nom historique après la Révolution, et a été disloquée vers son emplacement actuel en 1864. Pour accéder à la source, il faut descendre quelques marches[64]

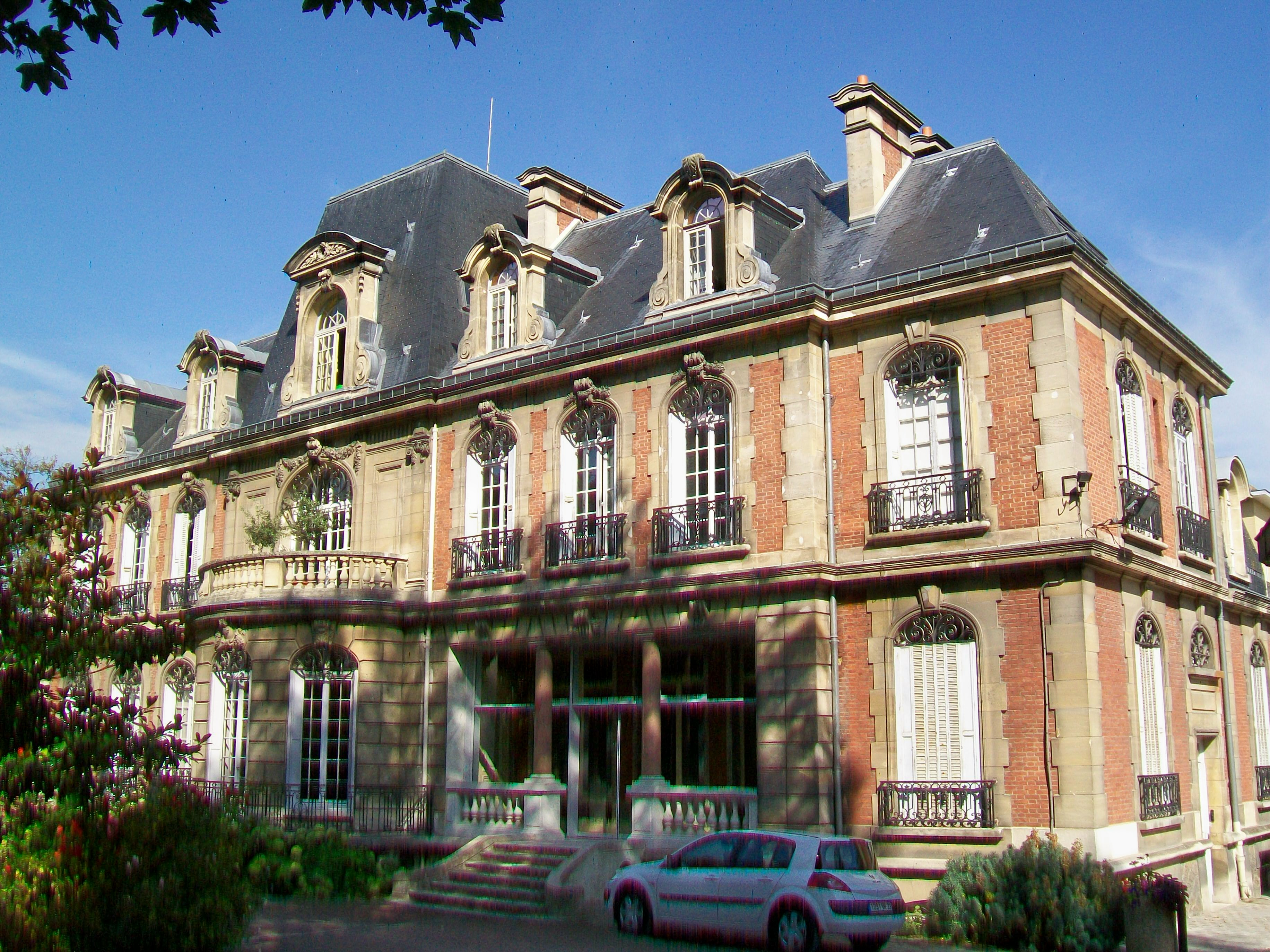
Hôtel de ville, 64 rue de Paris ; façade sud sur le parc.
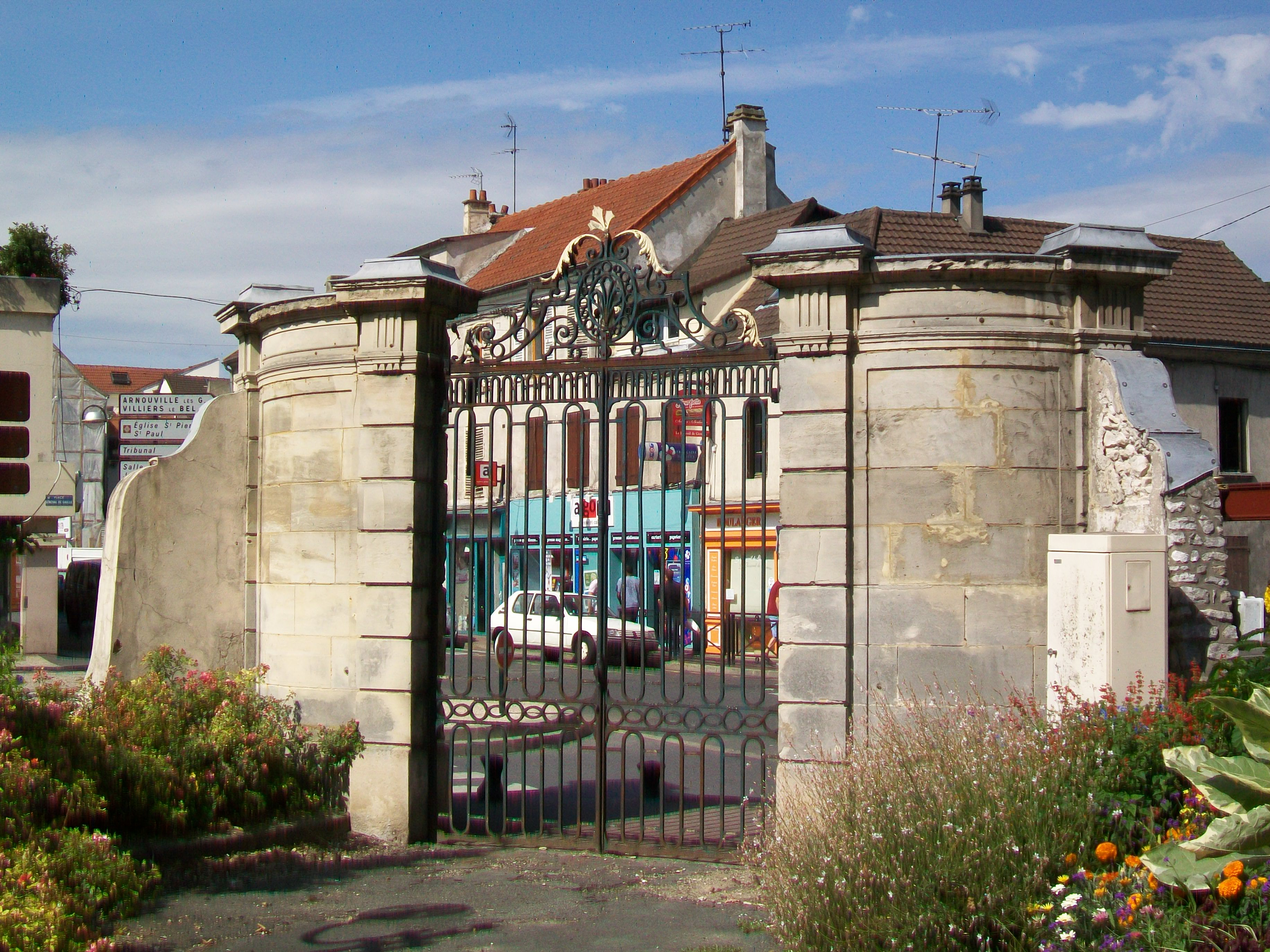
La grille du parc de l'Hôtel-de-Ville à l'est, rue de Paris.
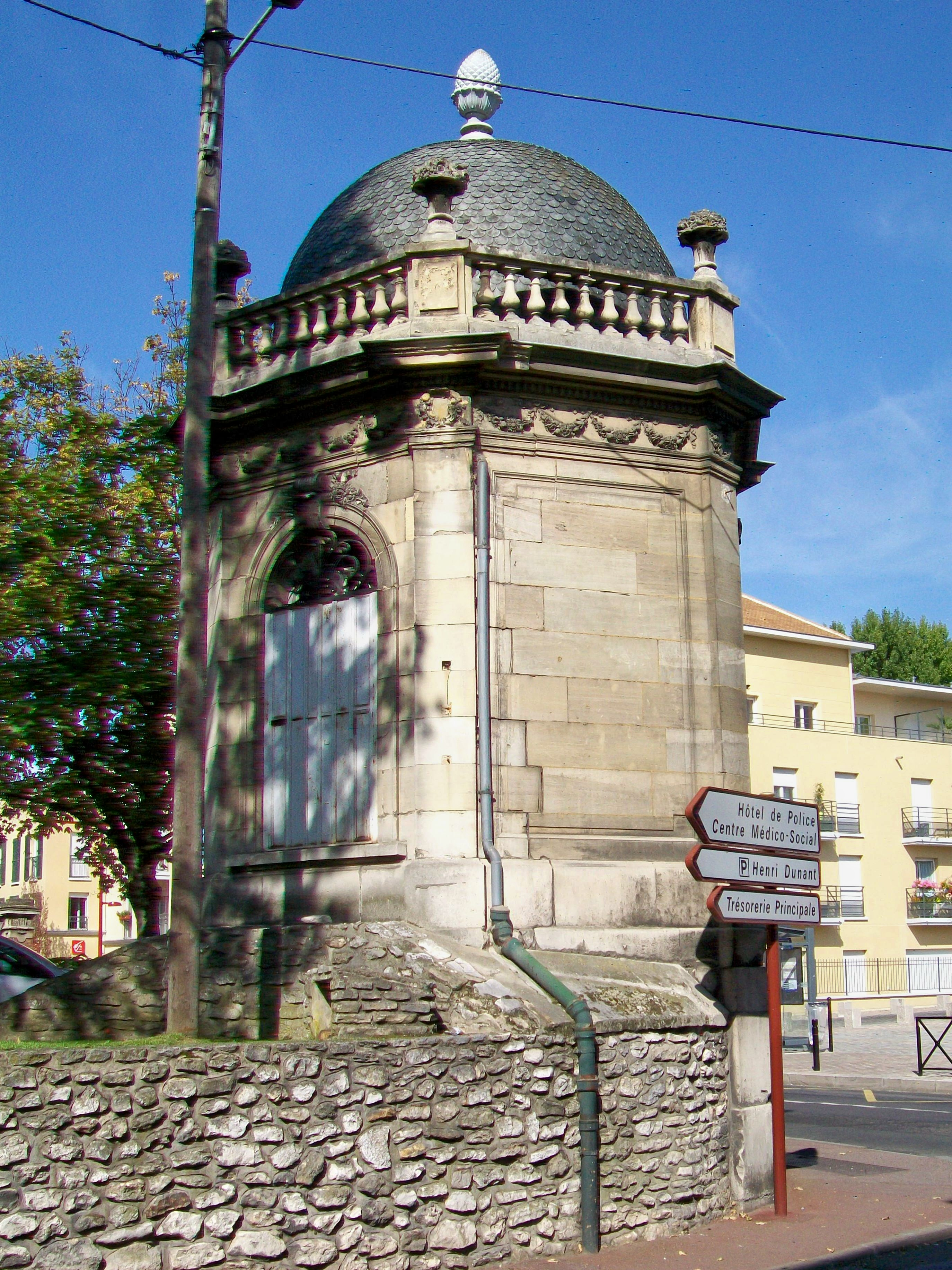
La gloriette de l'hôtel de ville, à l'angle des rues de Paris et Furmaneck.
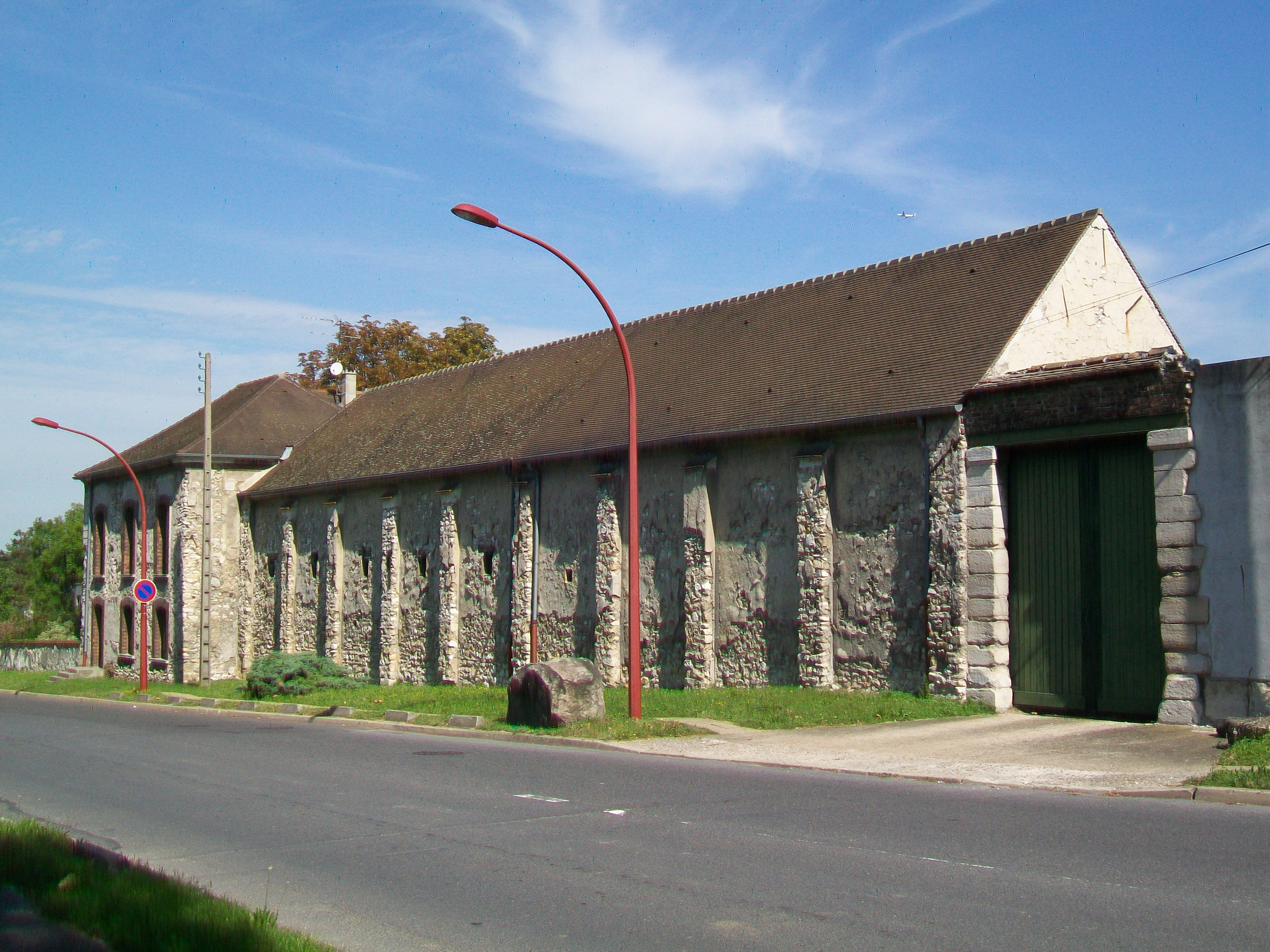
Grange de la ferme de la Malmaison, 13 rue de la Malmaison.
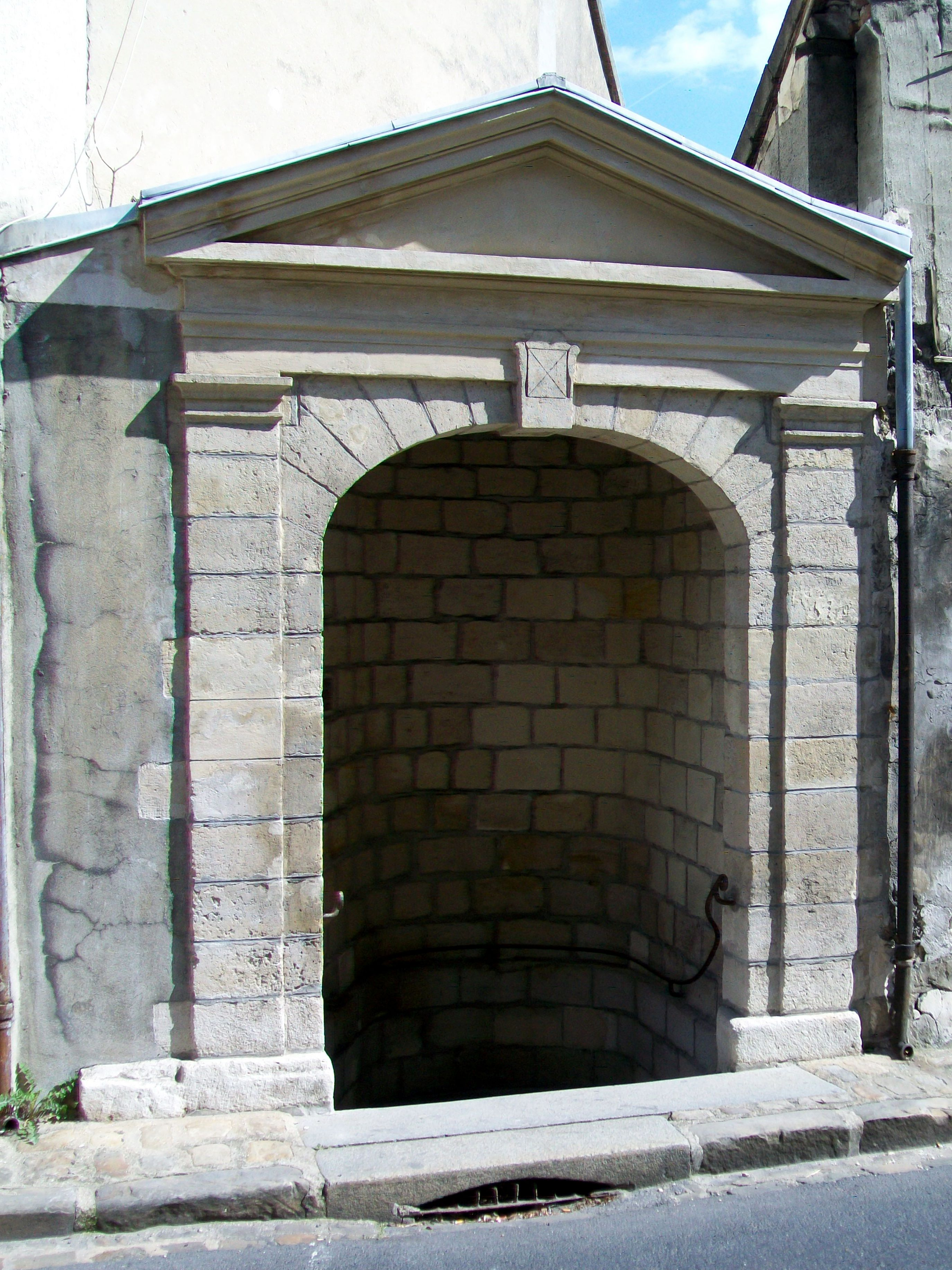
La fontaine Saint-Pierre, place du 8-Mai-1945.

- Une ancienne maison de notaire, 47 rue du Général-Leclerc : Cette demeure face au portail occidental de l'église a été édifié autour de 1800 et garda sa fonction jusqu'en 1990. La façade de la maison à un étage est structuré par un corps central avec un balcon, et surmonté d'un fronton cintré. Les deux parties de la façade sont encadrées par des pilastres, et les combles sont à surcroît, avec des belles lucarnes[65]. L'on notera la hauteur plus importante des fenêtres de l'étage « noble » par rapport à celles du rez-de-chaussée.
- Une ancienne ferme avec porche, 47 rue Claret : Au centre-ville de Gonesse, cette ancienne ferme est la dernière dont la façade n'a quasiment pas changé depuis l'abandon de l'activité agricole, et elle conserve un porche caractéristique de la seconde moitié du XVIIIe siècle, dit style Louis XVI[66].
- L'Hôtel-dieu de 1839, rue Bernard-Février (anciennement rue Pierre-de-Theilley) : Grand bâtiment à un étage avec deux ailes latérales en retour d'équerre, de style néoclassique, avec une chapelle néogothique. Il est entouré d'un parc avec des parterres fleuris, et de vieux arbres au nord. Édifié entre 1839 et 1841, il remplaça l'ancien Hôtel-dieu dont les ruines subsistent de l'autre côté de la rue. L'utilisation comme hôpital prit fin avec la construction du nouveau centre hospitalier général à partir de 1969, selon les plans de l'architecte Rabaud[53],[67].
- Le monument aux enfants de Gonesse morts pour la libération de la France, au cimetière, rue du Thillay : Ce monument financé par souscription honore les trois jeunes résistants fusillés par les Allemands au Mont Valérien, pendant l'occupation allemande, le 10 mars et le 25 avril 1944. Pierre Lorgnet, Louis Furmanek et Jean Camus moururent à l'âge de vingt-deux, dix-sept et dix-huit ans respectivement ; l'on peut voir leurs portraits au pied du monument. La ville de Gonesse a baptisé des rues selon chacun de ces résistants.
- Monument pour 122 soldats allemands tombés lors de la bataille du Bourget, au cimetière, rue du Thillay : La bataille du Bourget eut lieu près de Gonesse fin octobre 1870, lors de la guerre franco-prussienne. Les 122 soldats prussiens qui y tombèrent furent enterrés au cimetière de Gonesse, au début de l'occupation allemande, les Allemands firent ériger un monument funéraire en leur mémoire. Il porte des inscriptions en allemand et est orné par trois croix de fer. Les tombes ont été transférées en 1959 dans l'Eure[68].

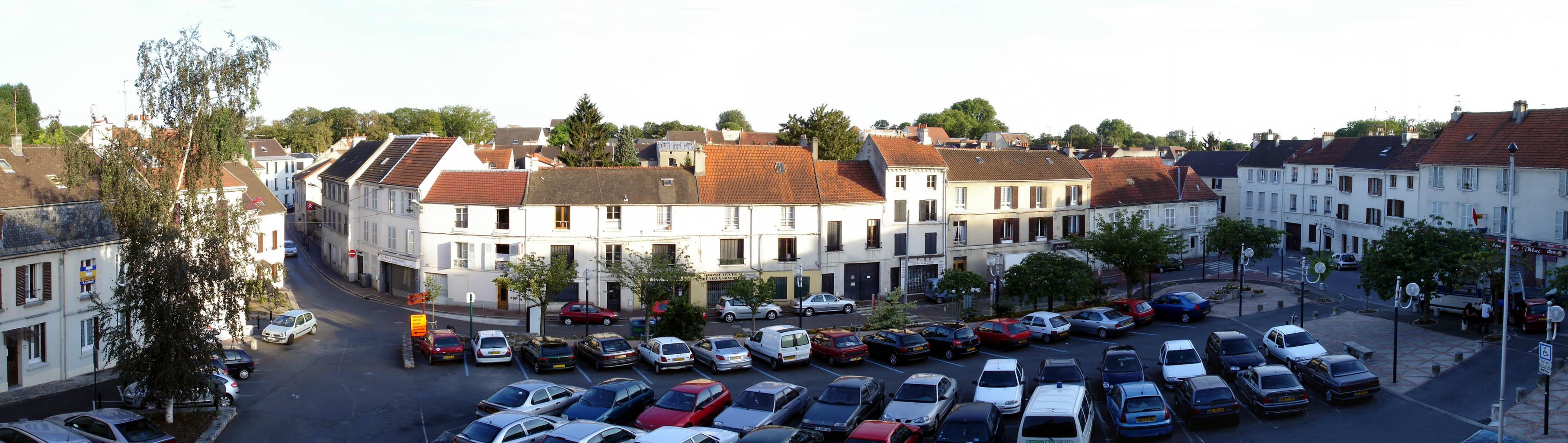
La place du 8-Mai-1945.

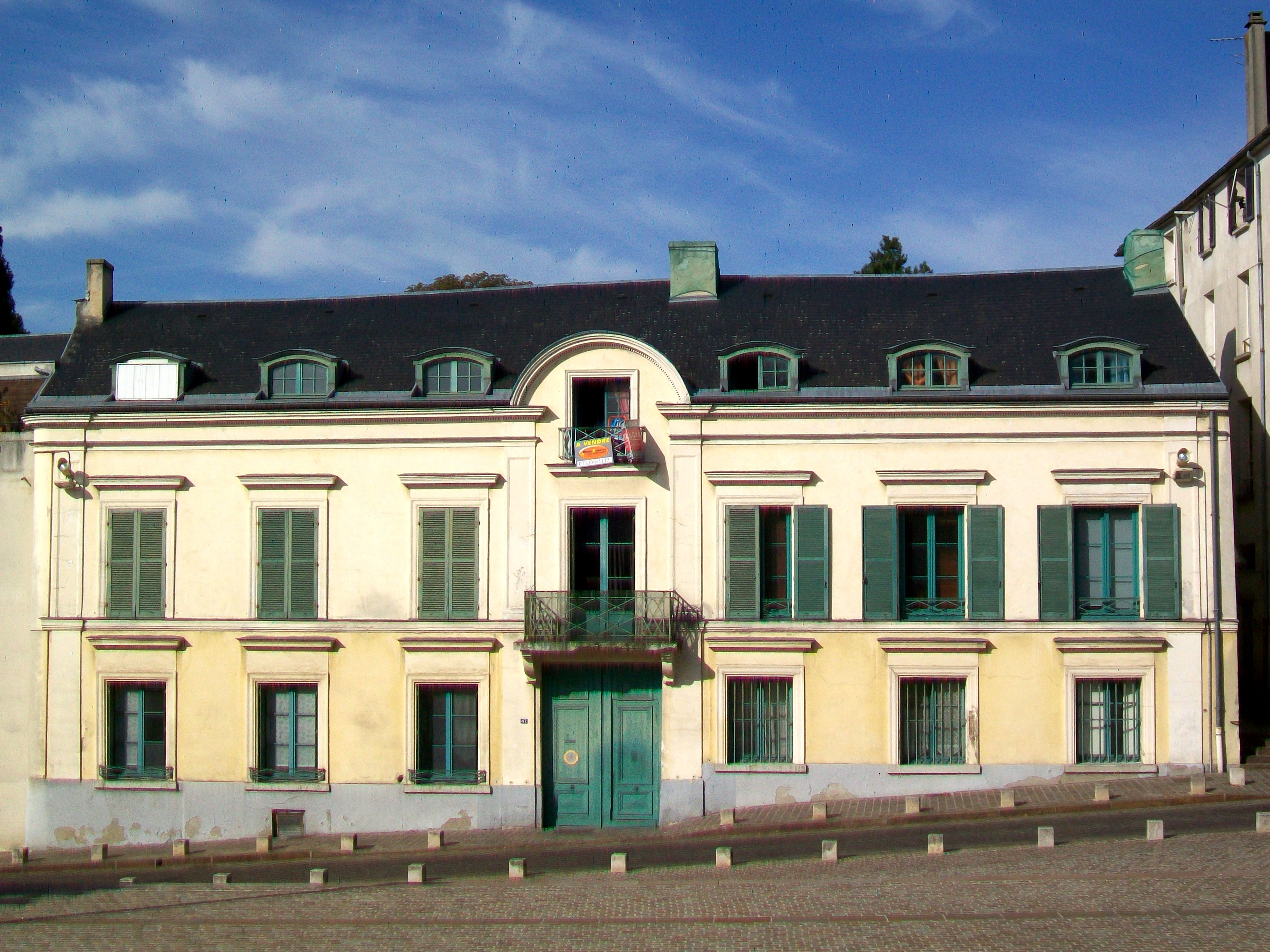
Ancienne maison de notaire, 47 rue du Général-Leclerc, face au portail de l'église.
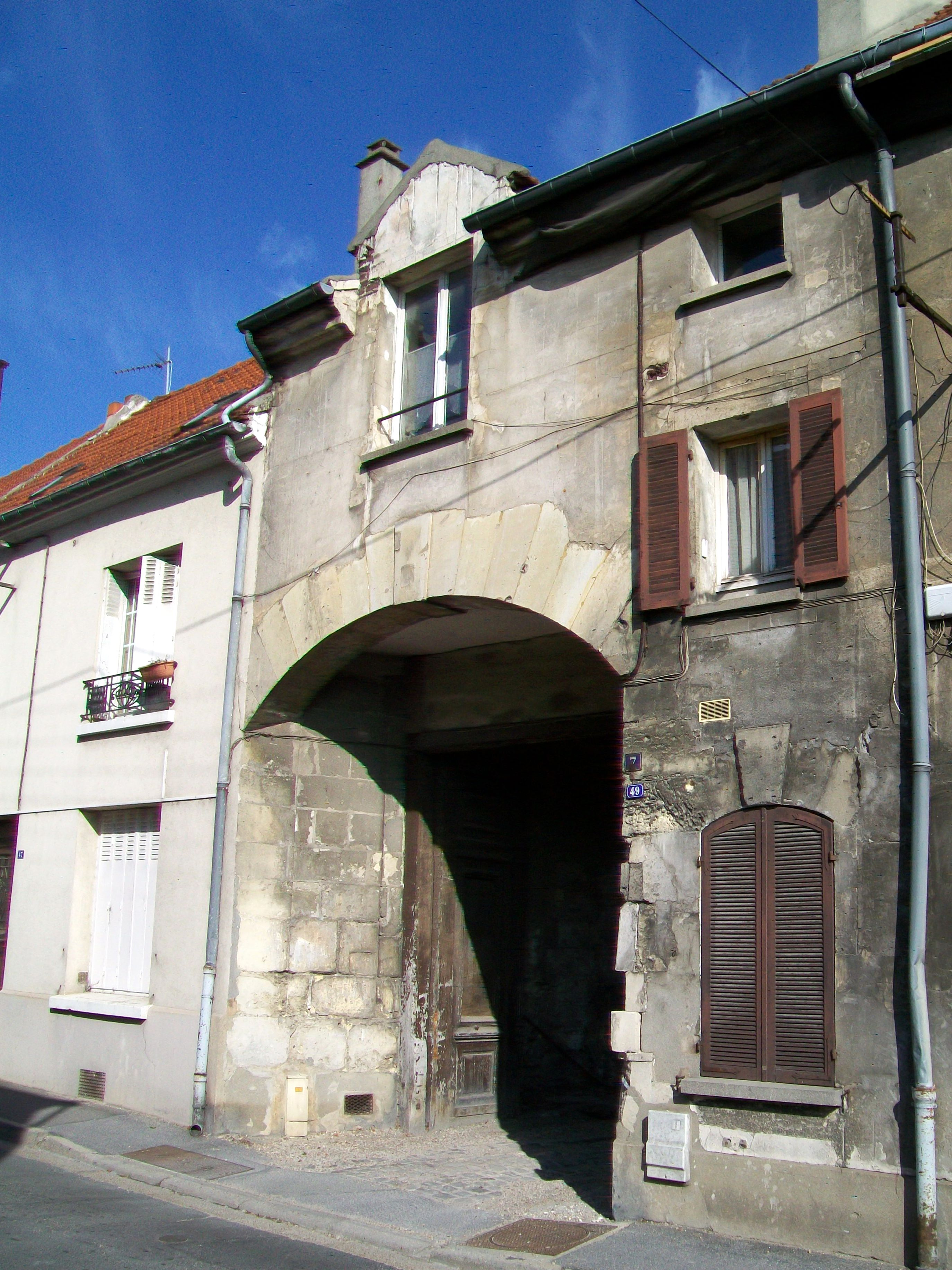
Le portail de l'ancienne ferme de la rue Claret, de style Louis XVI.
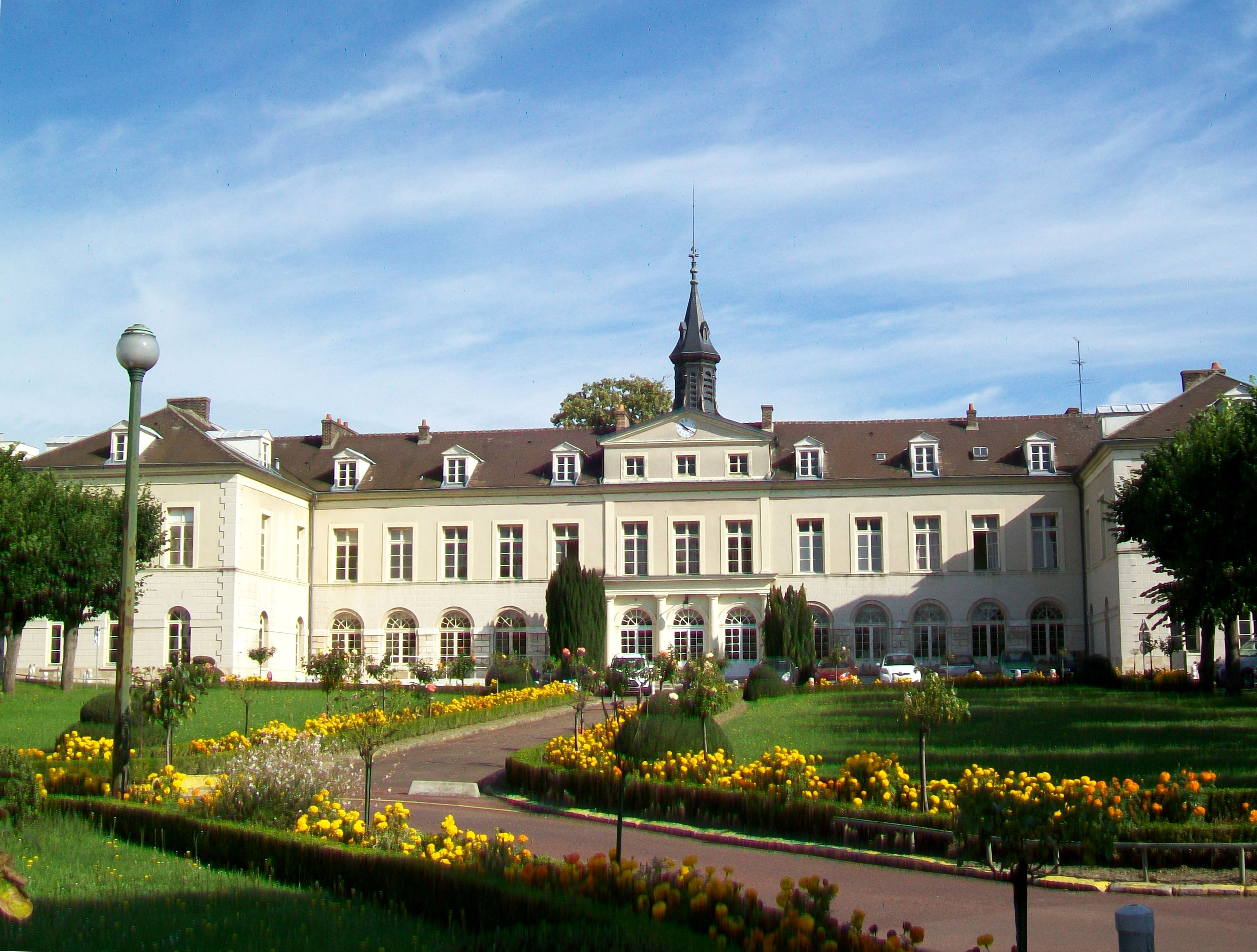
L'Hôtel-dieu, bâtiment ancien du centre hospitalier général de Gonesse.
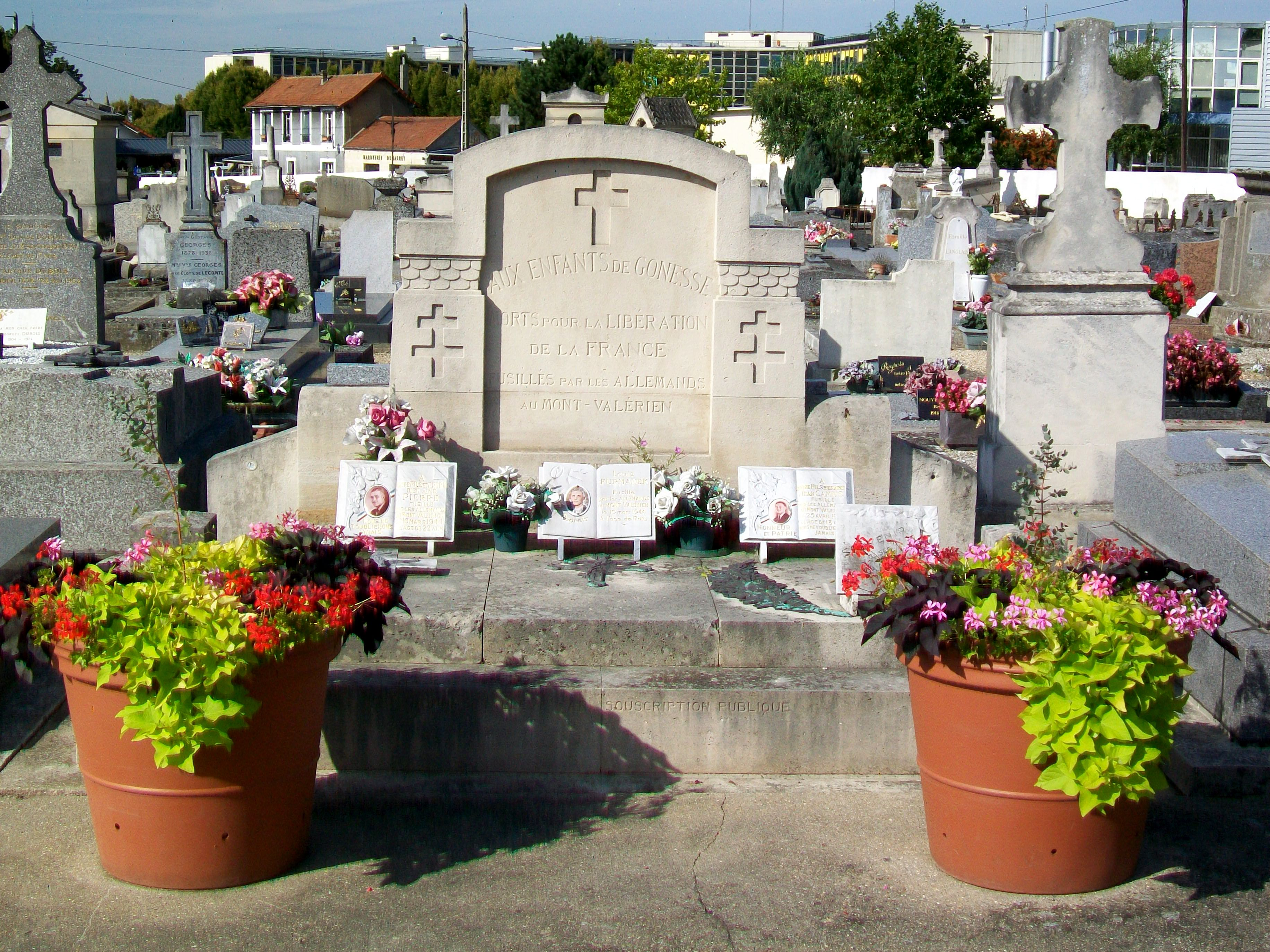
Monument aux enfants de Gonesse morts pour la libération de la France.
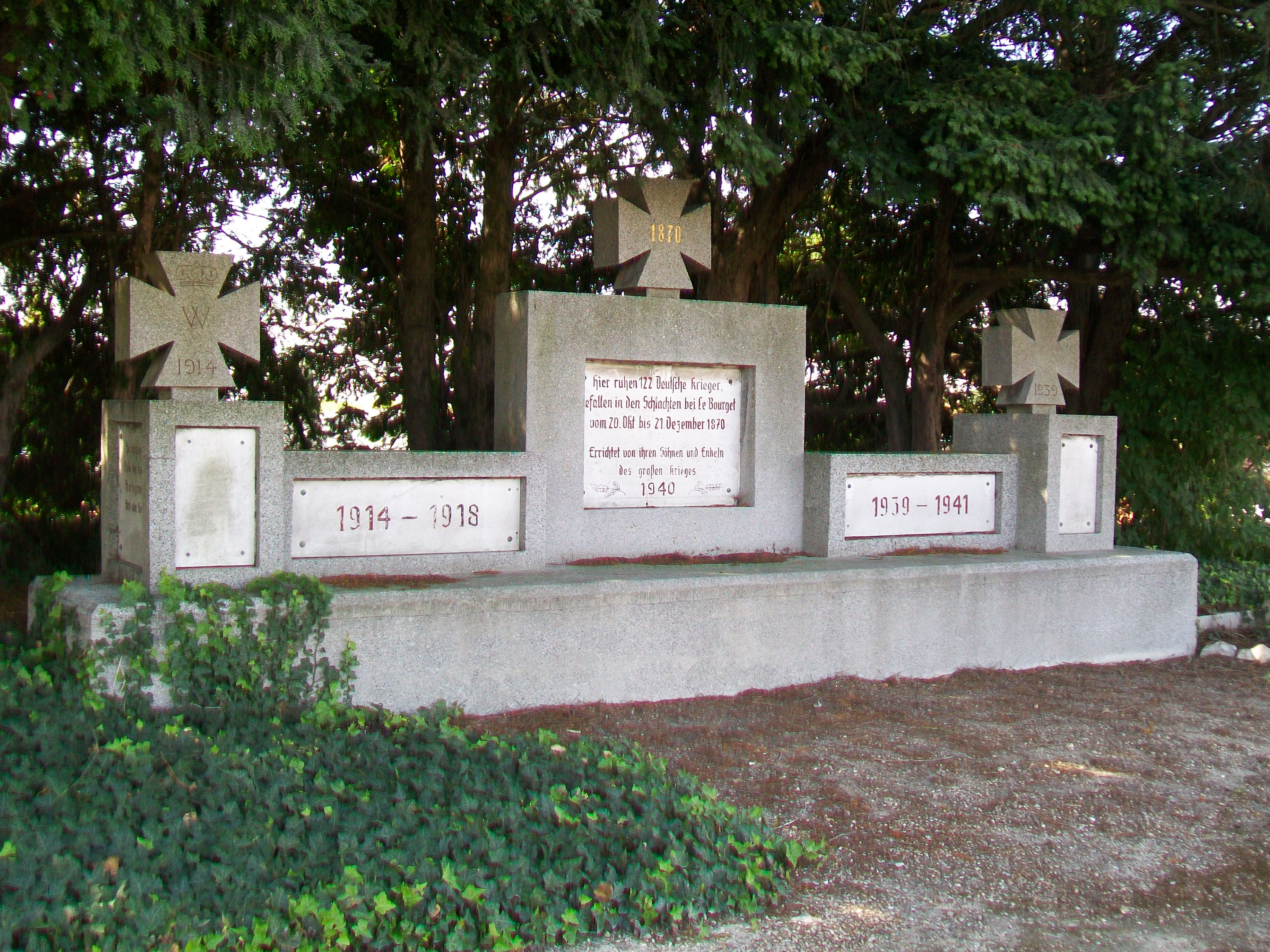
Monument pour 122 soldats allemands tombés lors de la bataille du Bourget, en 1870.

### Gonesse dans les arts
C'est à Gonesse que le compositeur Luigi Cherubini situe une partie de l'action de son opéra les Deux journées ou le Porteur d'eau, créé en 1800.

### Personnalités liées à la commune
- Philippe II dit Philippe Auguste (1165-1223), roi de France, né à Gonesse, mort à Mantes-la-Jolie.
- Bernard Lancret (1912-1983), acteur français né à Gonesse.
- Simon Abkarian (1962-), acteur de théâtre et de cinéma français, d'origine arménienne, né à Gonesse.
- Cleews Vellay (1964-1994), militant d'Act Up-Paris, mort du sida. Né à Gonesse.
- Charly Nestor (1964-), ancien présentateur du Hit Machine sur M6, réalisateur et producteur.
- Annie Vigier (1965-), danseuse, née à Gonesse.
- Thierry Rupert (1977-2013), joueur français de basket-ball, né à Gonesse.
- Grégory Alcan (1979-), ancien gymnaste aérobic professionnel, né à Gonesse.
- Bastien Sipielski (1980-), rugbyman professionnel, né à Gonesse.
- Annabelle Euranie (1982-), vice-championne du monde de judo en moins de 52 kg, née à Gonesse.
- Kelly Massol (1983-), dirigeante d'entreprise et conférencière, née à Gonesse.
- Dany Lo (1984-), pongiste français, né à Gonesse et devenu champion d'Europe en 2001.
- Mohamed Fofana (1985-), joueur de football professionnel, né à Gonesse.
- Magalie Vaé (1987-), de son vrai nom Magalie Bonneau, née à Gonesse.
- Louis Labeyrie (1992-), joueur de basketball professionnel, né à Gonesse.
- Aboubakar Kamara (1995-), joueur de football professionnel, né à Gonesse
- Dylan Saint-Louis (1995-), joueur de football professionnel, né à Gonesse.
- Grejohn Kyei (1995-), joueur de football professionnel, né à Gonesse.
- Zacharie Chasseriaud (1996-), acteur français, né à Gonesse.
- Jamal Thioune, (1996-), rappeur français, né à Gonesse.
- Axel Disasi (1998-), joueur de football professionnel, né à Gonesse.
- Imane Ouelhadj (1998-), ancienne présidente de Union nationale des étudiants de France, a grandi à Gonesse.
- Isaak Touré (2003-), joueur de football professionnel, né à Gonesse.

### Héraldique
| Blason de Gonesse | Blason  | De gueules à la tour crénelée couverte en dôme d'argent, ouverte, ajourée et maçonnée de sable, accostée à dextre d'une gerbe de blé d'or et à senestre d'un gond enlacé de la lettre S capitale du même ; au chef cousu d'azur semé de fleurs de lys d'or |
| Blason de Gonesse | Détails | Le statut officiel du blason reste à déterminer. |